# Catedral de Santa María (Sigüenza)

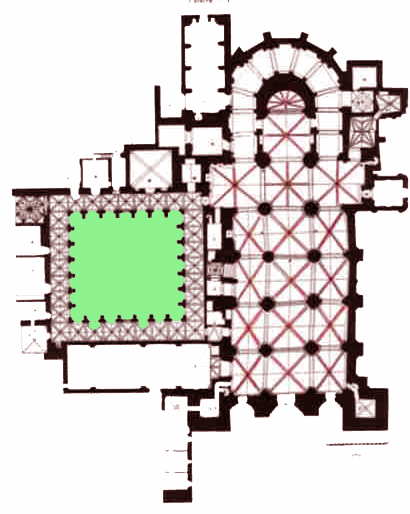
Planta actual

La catedral de Santa María de la ciudad española de Sigüenza tiene su origen en enero de 1124, cuando el obispo Bernardo de Agén (1080-1152) conquistó la ciudad a los musulmanes, en tiempos del reinado de Doña Urraca, hija de Alfonso VI de León. Fue nombrado obispo en 1121 (antes de la conquista del lugar), por el arzobispo de Toledo, Bernardo de Sedirac, de la orden de Cluny, continuando la influencia de esta orden monástica introducida en el Reino de Castilla por Alfonso VI y Alfonso I de Aragón, esposo de la reina leonesa. Este obispo consiguió de Alfonso VII (1126-1157) privilegios y donaciones con los que acrecentar la nueva población, unificando los dos poblados: el superior en torno al castillo y el inferior, el mozárabe, en torno al cauce del Henares. Pertenece a la diócesis de Sigüenza-Guadalajara.
Las obras de la catedral pasaron durante los siglos posteriores por diferentes obispos, que fueron edificando en estilos propios de cada época hasta la nave central realizada en pleno gótico en el siglo XV, en el que se cubrieron las bóvedas del crucero siendo obispo el futuro cardenal Mendoza. La parte ornamental se alargó hasta el siglo XVIII.
Sobre todo en el interior destaca su aspecto gótico, ya que en unas reformas del siglo XVI se destruyeron las absidiolas laterales románicas para construir la girola. Las dos torres exteriores de la fachada principal con merlones dan un aspecto de fortaleza militar a la catedral, como en otros edificios religiosos de la misma época, por las funciones de templo-fortaleza que habían de asumir. La de Sigüenza fue nombrada como la fortis seguntina.

## Contexto histórico

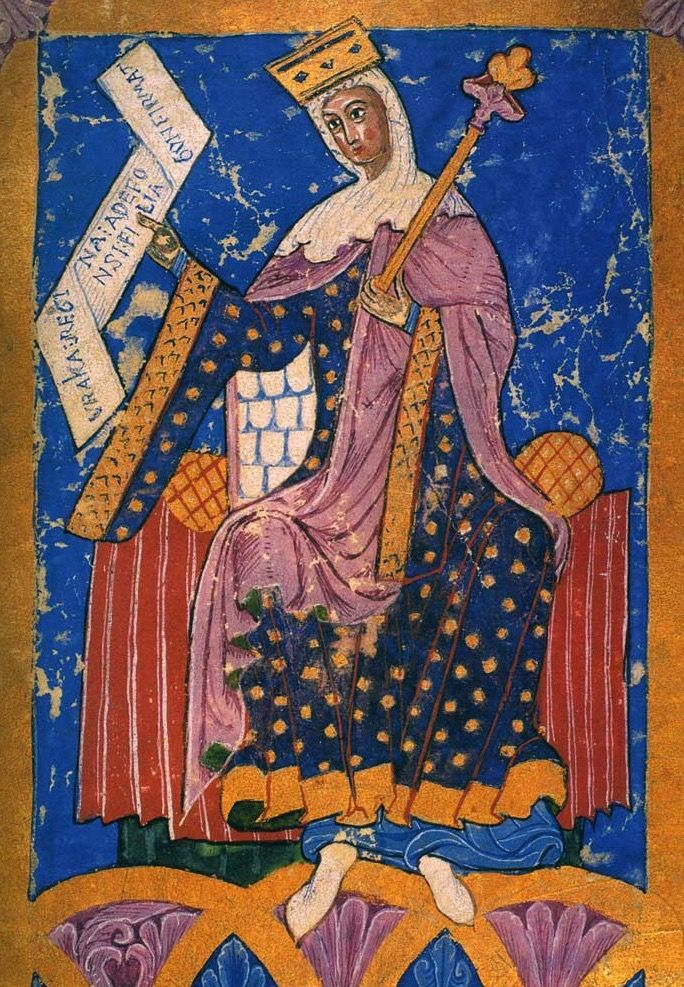
La reina Urraca, fue la primera en conceder diezmos al nuevo obispado de Sigüenza

El arzobispo de Toledo Bernardo de Sedirac hizo venir a Bernardo de Agén a su diócesis de Toledo para promoverlo como obispo de Sigüenza. Los dos eran de origen francés y pertenecían a la orden de Cluny. En el año 1121 lo nombró obispo de Sigüenza, a pesar de que la ciudad aún estaba bajo el dominio de los almorávides. Bernardo de Agén estuvo algún tiempo acompañando al rey consorte Alfonso, marido de la reina Urraca I de León, en unas campañas militares por La Alcarria.
En 1123 o 1124, Bernardo de Agén fue el encargado de reconquistar Sigüenza y reorganizar radicalmente la antigua sede episcopal visigótica; dos documentos del siglo siglo XVI, que se conservan en la catedral, dan como fecha de la reconquista el 22 de enero, pero falta el año. En cambio, el año aparece en otro documento, en una carta de la reina Urraca con fecha del 1 de febrero de 1124 donde se lee:

Quae impietate sarracenorum peccatis exigentibus quadragintis annis et eo amplius destructa atque dessolata funditus estiteram. («durante cuatrocientos años estuvo destruida y asolada».)

 En el documento se reconoce la carencia y la destrucción de la ciudad; además, concede a la iglesia y a su obispo el diezmo de Atienza y Medinaceli. El texto también nombra la reciente posesión de Sigüenza, pero es casi imposible dar como bueno que fuera en el mismo año. En aquella época, en diez días — entre el 22 de enero y el 1 de febrero— no era suficiente tiempo para que la reina tuviera noticia de la reconquista y pudiera responder tan rápidamente.
Bernardo de Agén siguió la reforma del papa Gregorio VII. Al restaurar el obispado estableció el «rito romano» y suprimió el «rito mozárabe». Durante su largo mandato, de unos treinta años, recibió donaciones del rey Alfonso VII, así como el señorío de la ciudad, ya que la ciudad estaba dividida en dos núcleos: la «Segontia inferior» y, a unos setecientos metros, la «Segontia superior». Después de la reconquista, la Segontia superior pasó a pertenecer al rey que dio al obispo la inferior. Unos cuantos años después el rey decidió unir ambas partes y formar una única ciudad que pasó al Cabildo catedralicio.
Durante todo este tiempo el obispo sufrió numerosos ataques de los musulmanes. No hay pruebas que fuera él el que empezase la construcción de la catedral y no se sabe con certeza qué edificio cumplió provisionalmente con esta función. Murió en el campo de batalla en el año 1152, sucediéndolo en el obispado su sobrino Pedro de Leucate.

## Etapas y obispos constructores

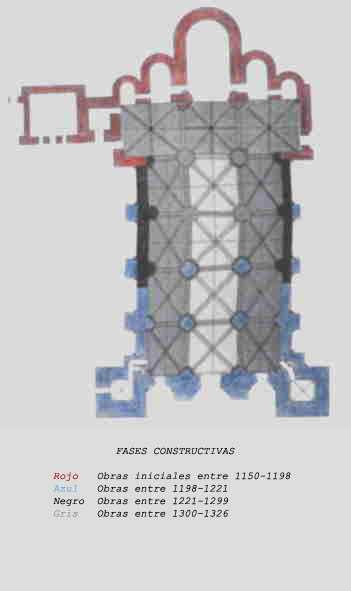
Esquema de planta de la catedral románica por P. Dumont para el libro El arte Gótico en España de Elie Lambert

La localización y construcción de la primitiva catedral es controvertida y difícil de demostrar. Prevalecen diferentes teorías: una de ellas se basa en un documento del 16 de septiembre de 1138, en el que el rey Alfonso VII otorga una «donación» del terreno donde la iglesia episcopal «ha sido fundada». En 1899, Pérez Villamil, apoyándose en este documento, dejó escrito que para la reedificación de una iglesia anterior no hacía falta una donación del rey, porque ya era «terreno sagrado». Por esto, defendió el hecho de que la catedral fuera de nueva planta, en el terreno donde se encuentra en la actual, aunque de proporciones más pequeñas.
Según un documento de 1144, se dice que Bernardo de Agén reedifica «con doble muro y torre» una primitiva catedral, posiblemente sobre los restos de una antigua iglesia visigoda o mozárabe: Santa María Antiquíssima. Esta hipótesis la defiende Múñoz Párraga creyendo que esta reedificación se hizo en el mismo lugar donde se encuentra la actual catedral.
Explica Severiano Sardina que Bernardo de Agén hizo construir dos pequeñas iglesias en la Sigüenza superior y reedificó otra, que se utilizó como catedral. Esta primera catedral pudo estar construida donde hoy se levanta la iglesia de Nuestra Señora de los Huertos (las Clarisas), situada en la Alameda de Sigüenza.
El templo románico tenía una planta de tres naves y una cabecera con cinco ábsides escalonados desde los laterales hasta el central mucho mayor. En ambos lados de la fachada había dos torres de defensa. El segundo obispo Pedro de Leucate (1154-1156) —también de origen francés y sobrino del anterior— es con el que realmente comienzan las obras de la nueva catedral con proyectos de maestros del Languedoc, que siguieron las directrices de la orden de Cluny, ya introducidas en el país. La construcción empezó por la cabecera, los cimientos de los muros y las torres. Durante los años del mandato del siguiente obispo Cerebruno (1156-1167), natural de Poitiers, se dio un gran impulso a las obras, cerrando las naves del crucero. Con el cuarto obispo Joscelmo (1168-1177), al llegar la construcción al crucero y a su nave transversal, el 19 de junio de 1169 quedó abierta al culto; de esto da fe un crismón en el tímpano de la puerta de la torre del Gallo, que indica que las obras habrían llegado a esta parte del transepto. Los cinco altares de los ábsides estaban ya consagrados a finales del siglo XII, para seguir con la norma de la época de que al menos cinco canonges pudieran decir misa individualmente.

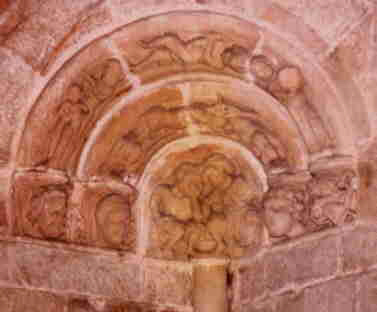
Trompa románica

En la época del obispo Arderico (1178-1184) el cabildo catedralicio se trasladó a las dependencias habitables del claustro. Fray Martín de Finojosa (1185-1192), monje cisterciense y abad del monasterio de Santa María de Huerta, influyó lógicamente en el estilo de la construcción, cambiando el estilo románico por el protogótico. Durante el siglo XIII, el obispo Rodrigo (1192-1221) construyó el muro de la fachada principal y los cuerpos inferiores de las torres. Se realizaron las tres puertas románicas de la fachada que corresponden a las tres naves del edificio y los ventanales con arquivoltas y columnas de capitels con ornamentación vegetal. El rosetón del lado meridional del crucero está realizado con adornos de arquillos y círculos y es obra del siglo XIII.
La nave central es del siglo XIV y ya con estilo gótico y el rosetón de la fachada principal, del siglo XV, está rodeado por diversas molduras en degradación, con una cenefa en la parte más exterior de «puntas de diamante». En este siglo XV fue el cardenal Mendoza el que se hizo cargo de las obras, cubriendo las bóvedas del crucero y reformando las del presbiterio. En el siguiente siglo XVI, la obra más importante fue la girola, que para su realización hizo falta demoler una parte de la cabecera románica, con lo que desaparecieron las absidiolas.
Durante la guerra civil española, la catedral sufrió graves destrozos en el año 1936, así que años más tarde se realizaron reformas con una importante transformación del edificio, ya que se construyó, entre otras cosas, un gran cimborio en la parte del crucero. Desde 1943 hasta 1949, inclusive, el escultor segoviano Florentino Trapero llevó a cabo, como escultor-jefe, la restauración de todas las esculturas dañadas.

## Exterior

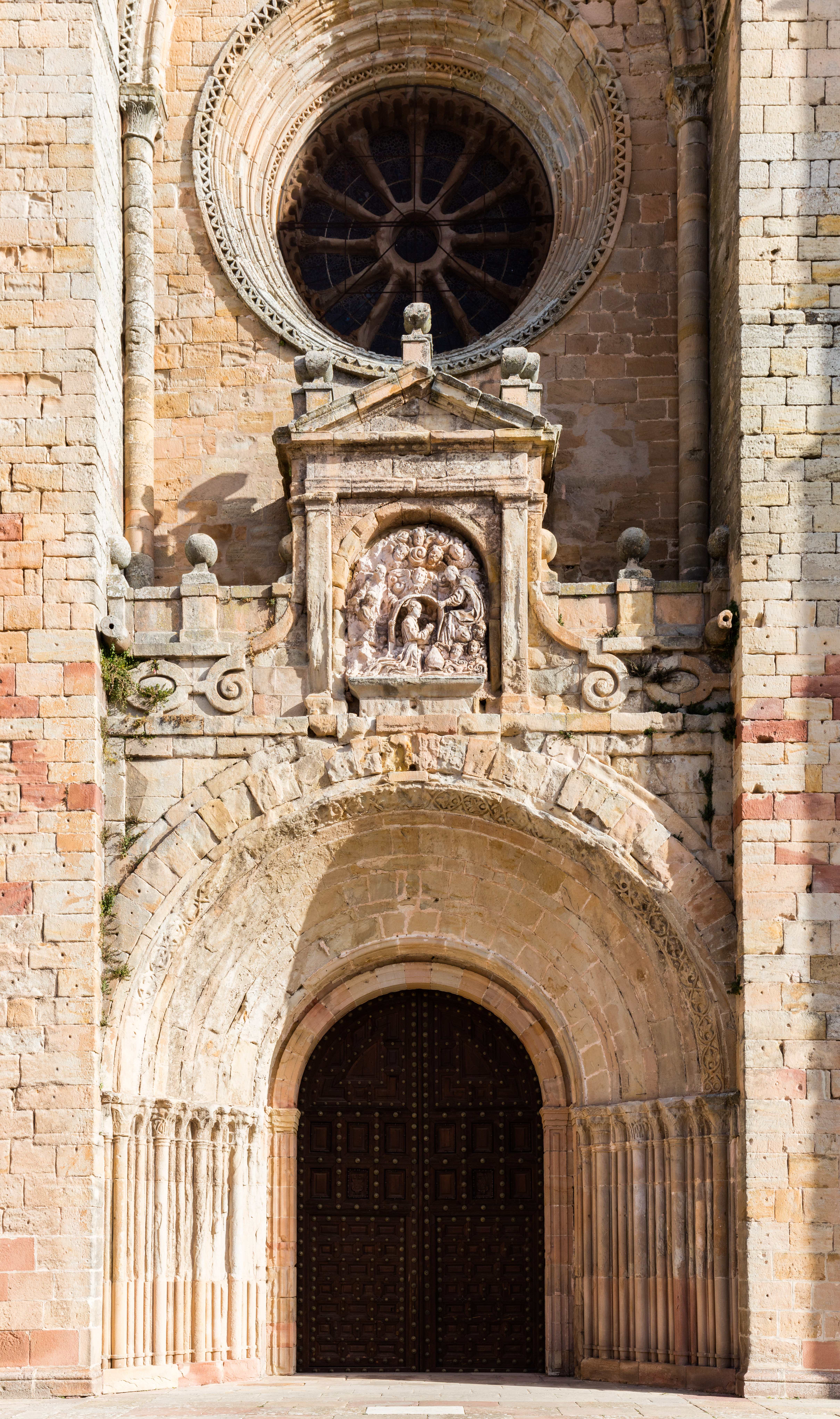
Detalle de la portada principal

### Fachada oeste y atrio
La fachada principal está situada en el lado de poniente, es románica, aunque con añadidos posteriores neoclásicos y barrocos. Forma tres cuerpos, con sus respectivas puertas que corresponden a las tres naves del edificio, divididas por dos recios contrafuertes. En ambos lados de la fachada principal, se elevan dos torres de piedra arenisca, de cuatro cuerpos, unidas entre sí por una balaustrada de piedra mandada construir el año 1725.
El atrio fue construido en 1536, después de destruir la muralla, que se situaba delante de la Catedral. Consta de veintiuna columnas de piedra caliza, rematadas por leones cincelados por Francisco de Baeza (1503-1542) y mide 48 x 24 metros. En el lado norte del atrio, se halla la Contaduría del Cabildo, con tres ventanas platerescas. En 1783 se labraron las rejas y las dos puertas de forja donde está inserto el escudo del obispo comitente Francisco Delgado y Venegas con la inscripción de «M. Sanchez en fecit an. 1783» y una cruz de coronamiento.

#### Puertas principales
Las tres puertas son de características similares y de estilo románico, la del centro llamada la «Puerta de los Perdones», había tenido un mainel que dividía la entrada, donde estaba colocada una imagen de la Virgen María Está construida con un arco de medio punto y arquivoltas sostenidas sobre columnas con capiteles de motivos vegetales, solamente se aprecian adornos en la primera arquivolta de entrelazados geométricos. Las hojas de madera o batientes son de 1625. Encima de ella se encuentra un frontón con un medallón en bajorrelieve barroco que representa la escena de La imposición de la casulla a San Ildefonso y un magnífico rosetón románico de doce radios del siglo XIII con dibujos de tracería para iluminar la nave central.
A ambos lados, sobre las puertas laterales, formadas también con arcos de medio punto y arquivoltas, sendos ventanales románicos, con arcos de medio punto. Sobre estos ventanales y sobre el rosetón, tres arcos apuntados, ojivales, que indican la altura de las naves y muestran la transición al gótico de la obra. La puerta mejor conservada es la del lado del evangelio, donde se pueden apreciar ornamentaciones en sus arquivoltas, la mayoría vegetales con grandes hojas y entrelazados ovoides así como bandas jaqueadas sostenidas sobre columnas con capitales también tallados.
|  |  |

#### Torres de la fachada principal
Estas torres, que inicialmente estuvieron aisladas, se construyeron con miras defensivas y más tarde se unieron a la muralla. A ambos lados de la fachada principal, se elevan las dos torres de piedra arenisca, de planta cuadrada tienen tres cuerpos inferiores con unas pequeñas ventanas románicas —una por lado— y en el cuarto cuerpo dobles ventanales con arcos de medio punto, se termina este cuerpo con merlones y unas esferas de piedra. La torre de la derecha, llamada de «Las Campanas», tiene una altura de 40,5 metros, con una escalera interior de 140 escalones, su último cuerpo fue añadido en el siglo XIV, por el obispo Pedro Gómez Barroso (1348-1358), que también hizo recubrir de piedra de sillería la obra inicial, hecha en mampostería y con los escudos del obispo y del rey Pedro I colocados sobre el muro del cuarto piso. La torre de la izquierda, llamada de «Don Fadrique» tiene una altura de 41,7 metros y se terminó en el siglo XVI, tiene inscrita la fecha de 1533 y el blasón del obispo Fadrique.

### Fachada sur o del mercado

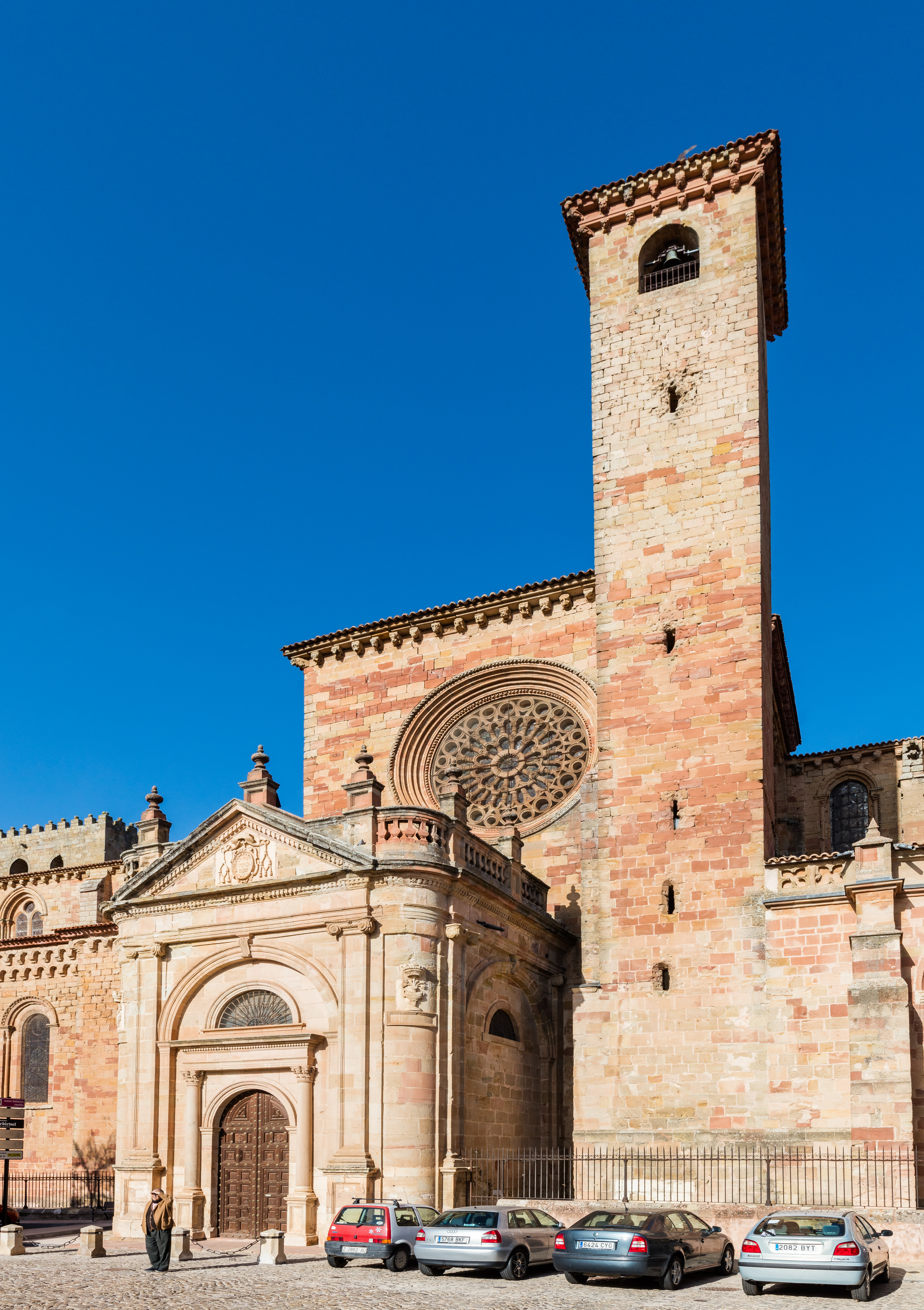
Puerta del Mercado y Torre del Gallo

Girando por la torre de «Las campanas» se encuentra la fachada sur, correspondiente a uno de los extremos del crucero de la catedral. En la nave central (más alta), se puede observar los vitrales ojivales góticos, separados por contrafuertes, con los aleros, apoyados sobre canecillos, con formas de animales, alternando con metopas decoradas con motivos vegetales. Los ventanales de la nave lateral (inferior) muestran la transición románico-ojival, con aleros y cornisa de arquillos ciegos.

#### Puerta del mercado
Más hacia levante, encontramos la Puerta del Mercado, antiguamente de «La Cadena», que da a la Plaza Mayor, de estilo románico, del siglo XII; esta puerta está cubierta por un pórtico cerrado, de estilo Neoclásico, construido en 1797 por el arquitecto Bernasconi por encargo del obispo Juan Díaz de la Guerra. Sobre la portada, un rosetón románico de transición, del siglo XIII, con un diseño de la tracería muy original.

#### Torre del Gallo
La llamada torre del «Gallo» es de comienzos del siglo XIV, hacia 1300, y en sus orígenes fue atalaya militar, para trasmitir señales que se pudieran ver desde el castillo de Sigüenza. Ha sufrido varias restauraciones a lo largo de los años. Sobre la nave central, el cimborrio, de la época de la posguerra española.

### Fachada norte
Es análoga a la del lado opuesto, con un rosetón diferente; en esta fachada, la torre se halla sobre la sacristía de Santa Librada, en el brazo del norte del transepto; la altura de esta torre es la de la nave central, y permanece inconclusa.

### Fachada este
En esta fachada, correspondiente a la cabecera del templo, destaca poderosamente la presencia de la girola que sustituyó, a las cinco capillas absidiales, románicas, que hubo en origen. La linterna y los altos ventanales góticos, corresponden al presbiterio.

## Interior

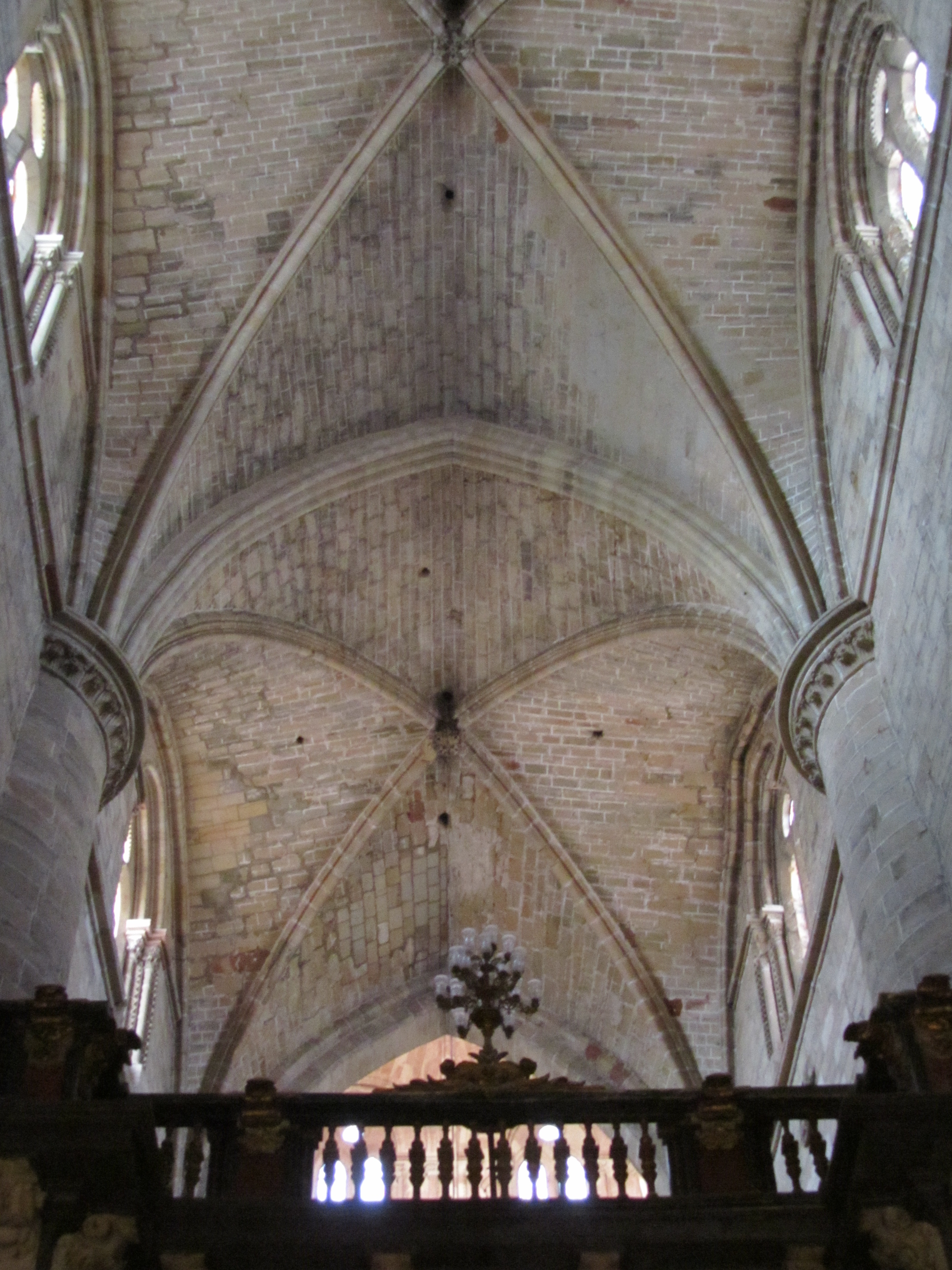
Bóvedas de la nave central

La catedral, se compone, actualmente, de una planta de cruz latina, con tres naves, amplio transepto y cabecera con un gran ábside, que contiene la capilla mayor, rodeada por la girola o deambulatorio.
Tiene 80 m de largo, 31 m de ancho, de un extremo a otro del crucero, y 28 m de longitud en las otras naves. La nave central, de algo más de 10 m de ancha, tiene 28 m de altura, las laterales 21 m.
Las naves están separadas, por enormes pilares, que están compuestos cada uno por veinte columnas adosadas con capiteles de tema vegetal, donde se apoyan los arcos fajones y los arcos formeros. De los capiteles arrancan los nervios pétreos, que forman las bóvedas ojivales de crucería, en general son de crucería simple —con dos nervios diagonales—, aunque hay, dos bóvedas sexpartitas, a los lados del crucero o incluso octopartita, en el cimborio. Tres de los cuatro pilares que enmarcan el coro, son diferentes del resto del edificio, están constituidos por grandes columnas cilíndricas con ornamentación románica en la parte inferior y gótica en la superior.

### Nave izquierda o del Evangelio
La planta del templo fue cambiando con el tiempo, ya que en origen no figuraban capillas laterales y así sucede aún en la nave de la Epístola que sólo dispone de algún altar y algún sepulcro adosados al muro del coro, en cambio en la nave del Evangelio se fueron acondicionando capillas que llegan hasta el muro contiguo del claustro.

#### Parroquia de San Pedro

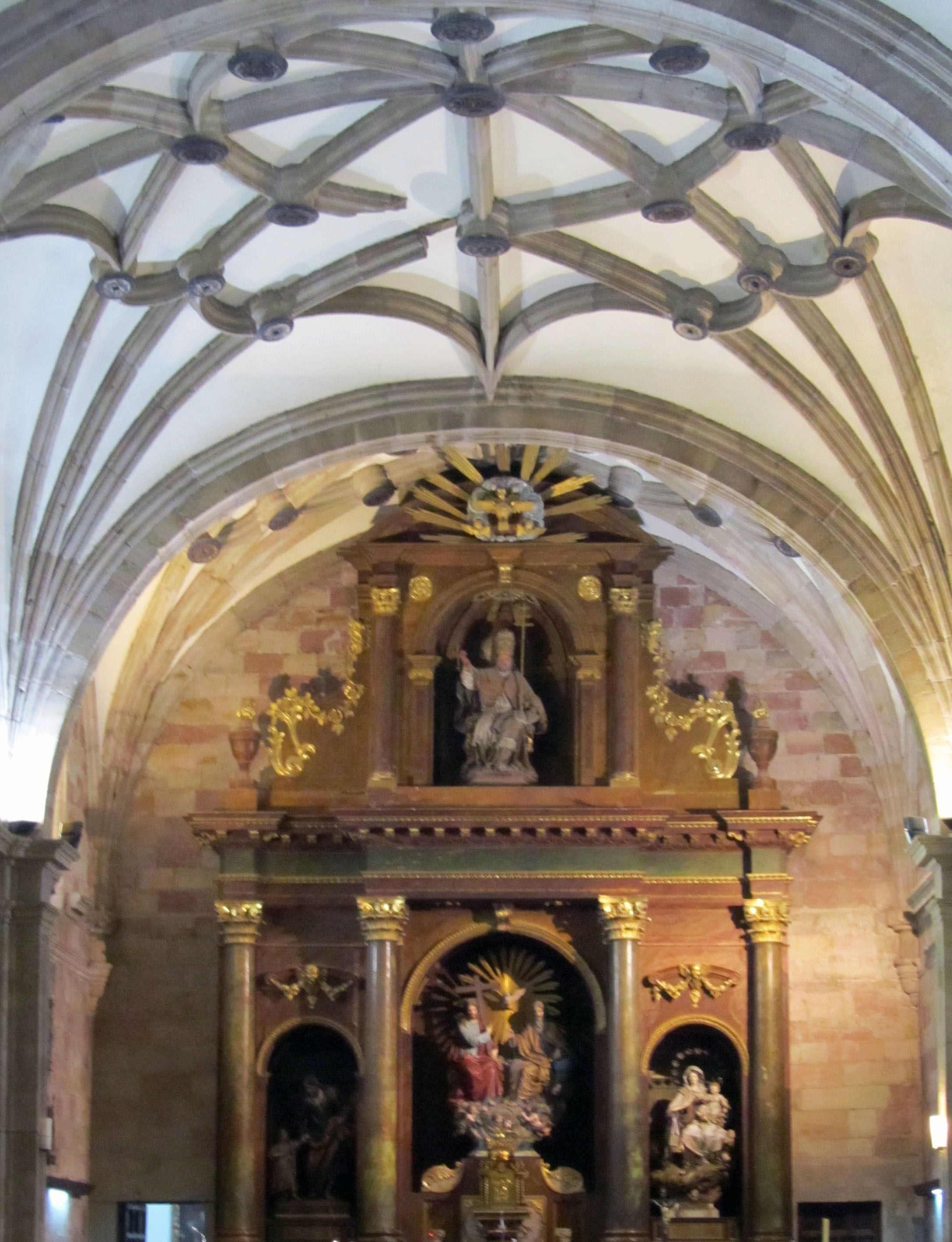
Altar mayor de san Pedro

La primera capilla del lado izquierdo en los pies de la catedral, es la conocida como parroquia de san Pedro. Está situada, en el lugar donde había habido antiguas dependencias monásticas, en la galería oeste del claustro con entrada por la catedral, es obra del siglo XV, construida en 1455 por orden del obispo Fernando Luján (1449-1465) y que fue dedicada al Corpus Christi. Su portada es plateresca, realizada por Francisco de Baeza, donde se muestra el escudo del obispo comitente. La reja es gótico-plateresca de Juan Francés realizada en 1533. Al final de este mismo siglo se produjo el traslado de la parroquia de san Pedro, que se encontraba en la derecha de la capilla mayor y desde entonces se la conoce por este nombre.
Fue muy transformada y ampliada por el obispo Pedro de Godoy en 1675, que añadió tres tramos a la bóveda con el mismo estilo gótico de crucería estrellada, a pesar de corresponder la obra a finales del siglo XVII. El altar mayor lo preside una imagen de san Pedro, y bajo esta estatua se encuentra la Santísima Trinidad obra del escultor Mariano Bellver y Collazos de 1861, está tallada en madera y policromada. Se representa mediante una iconografía inspirada en los modelos del barroco español: Dios Padre sentado, sosteniendo en su mano izquierda globo terráqueo, a su lado también sentado Jesucristo que porta una cruz y entre ellos el Espíritu Santo con forma de paloma. El grupo está situado sobre una nube en la que dos ángeles contemplan la escena rodeados por querubines. La planta es rectangular bastante alargada pues ocupa toda la parte oeste del claustro.
En el muro de esta capilla se encuentra el sepulcro del primer obispo fundador Fernando Luján del siglo XV, es gótico con escenas en tres relieves de la vida de santa Catalina de Alejandría colocados encima de la figura yacente, esta escultura del obispo se encuentra sobre un arco que da paso al baptisterio y en posición frontal al espectador, seguramente fue trasladada de su lugar original durante las obras del siglo XVII, se puede leer una inscripción que dice: «El señor obispo Lujan. Año MCCCCLXV. Último electo por el cabildo».

#### Puerta de San Valero

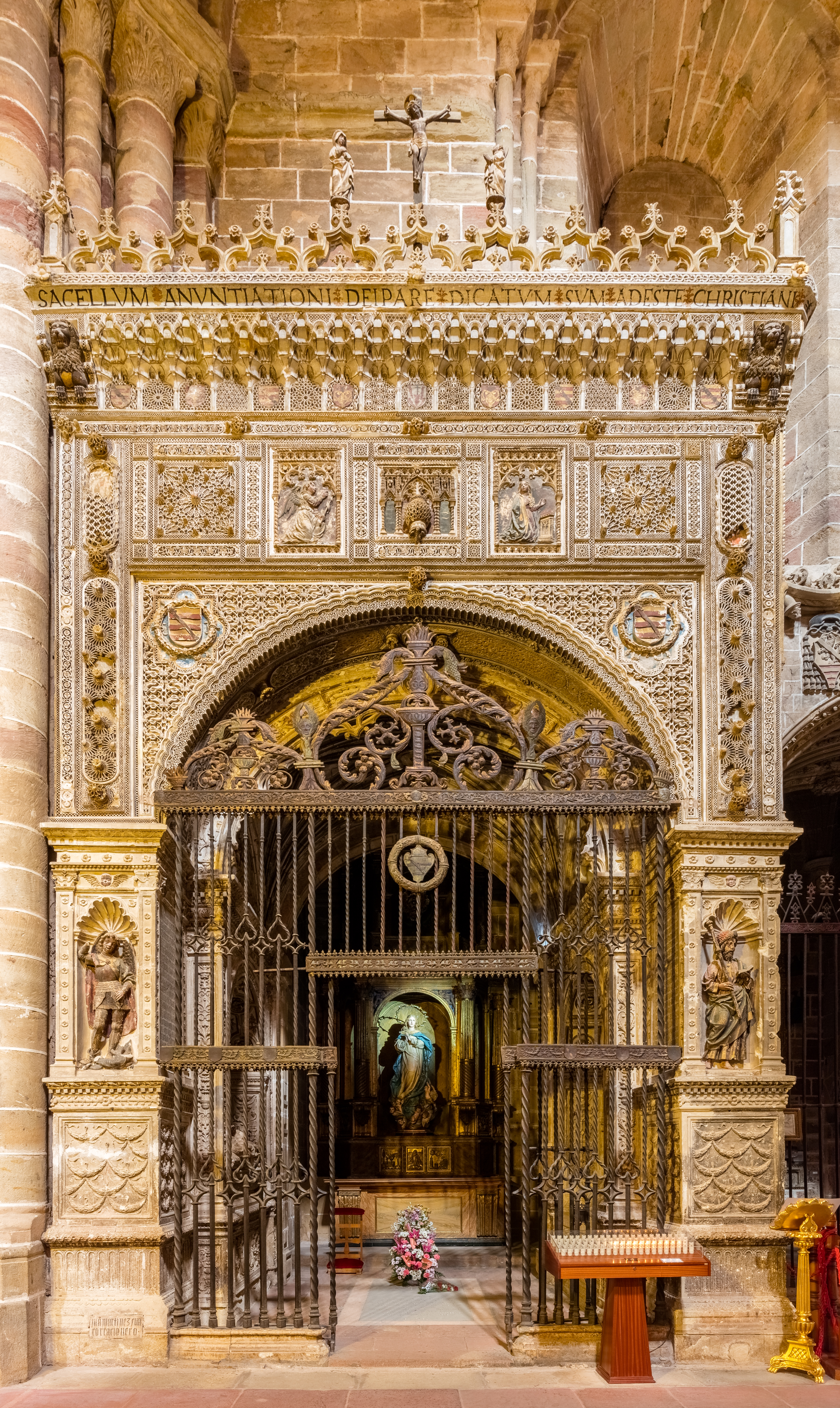
Puerta de la capilla de la Anunciación

Se muestra en ella una mezcla de estilos como en las pilastras renacentistas, arabescos mudéjares y arcos de estilo gótico, aunque es de principios del siglo XVI, fue construida por Domingo Hergueta. Esta puerta da entrada al claustro, donde se halla la capilla de san Valero, la más antigua de la catedral, con planta románica y verja gótica.

#### Capilla de la Anunciación o de la Purísima
Fundada en 1515 por el provisor Fernando Montemayor, su magnífica portada está decorada al «estilo Cisneros», consta de una parte baja de pilastras platerescas donde se encuentran pequeñas hornacinas que alojan las imágenes de san Miguel y Santiago, en el arco la ornamentación se compone de elementos mudéjares geométricos de líneas entrecruzadas, formando figuras de lacería estrellada y poligonal entre los que se encuentran escudos del fundador de la capilla y en el friso que le sigue también de lacería se encuentra el escudo del cabildo catedralicio con una escena de La Anunciación bajo arquillos góticos, rematado por una cornisa, muy decorada de tipo árabe, con una figura de león, en cada extremo, el coronamiento de la portada lo constituye unos arcos en estilo gótico con la representación de un Calvario en el punto central. La reja es gótica, de Juan Francés, con barrotes retorcidos y temas ornamentales renacentistas. El interior de la capilla está cubierta con una bóveda gótica y en su muro izquierdo se encuentra el sepulcro de Fernando Montemayor, realizado en estilo plateresco y policromado, está el sepulcro con la estatua yacente dentro de un arcosolio de medio punto, al fondo del cual se encuentra un relieve también policromado con el Padre Eterno en el centro y a sus lados dos ángeles en oración. Enfrente mismo de este sepulcro está colocado el del obispo Eustaquio Nieto y Martín.
|  |  |

#### Capilla de San Marcos
La fachada es gótica, el intradós, muestra una gran decoración gótico plateresca. El comitente de esta capilla fue Juan Ruiz de Pelegrina que tiene su sepultura en el interior de la capilla. Hay un retablo con seis tablas de pintura del siglo XVI de Francisco del Rincón.

#### Sepulcro de Juan González Monjua y Antón González

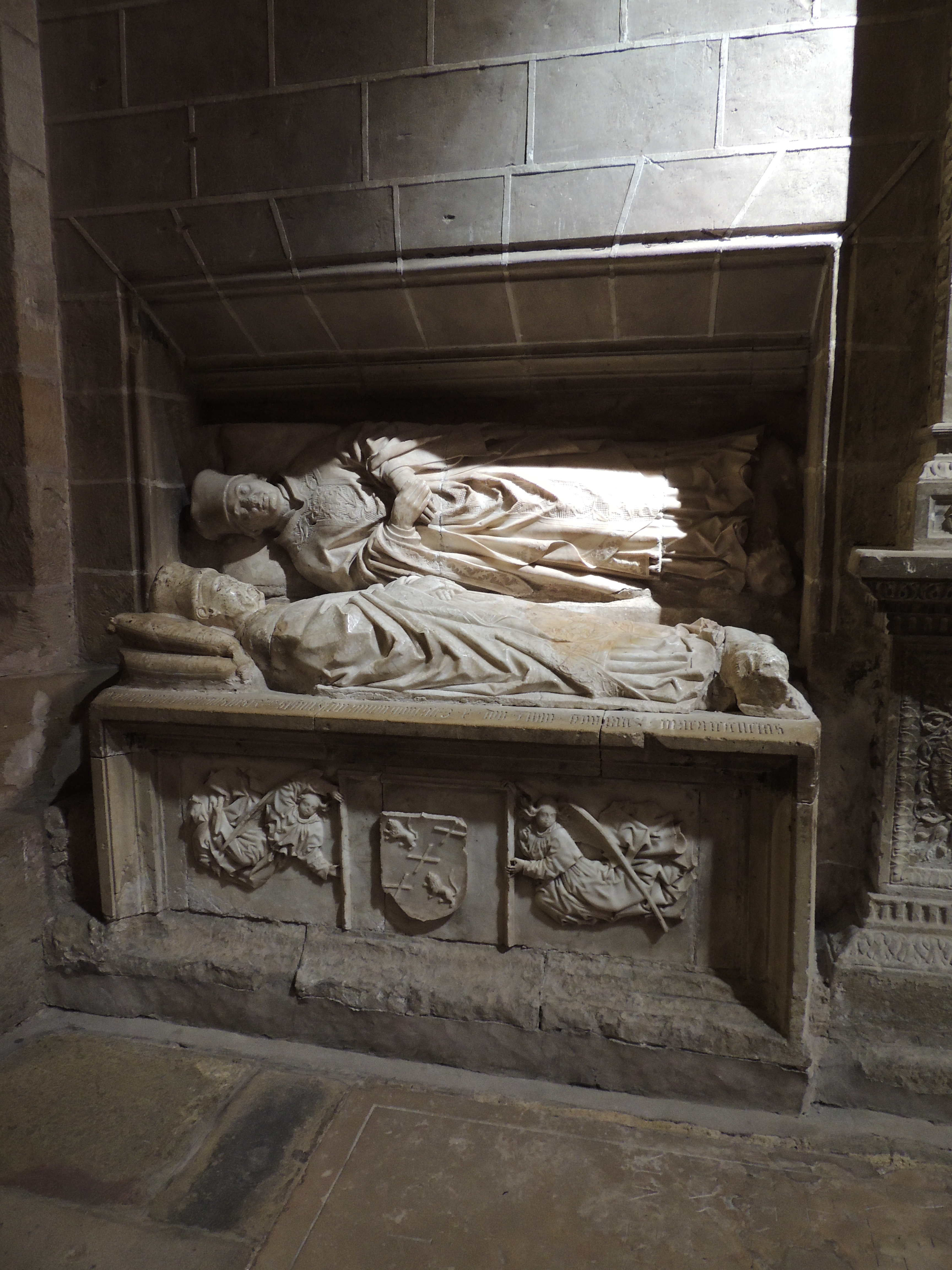
Sepulcro de Juan González Monjua y Antón González

En el sepulcro, que algunos autores atribuyen a dos hermanos, pero que, de hecho, eran tío y sobrino, llama la atención la forma en la que están colocadas las figuras de ambos, la que representa a Juan González Monjua está situada sobre el sarcófago y formando un ángulo contra el muro, se encuentra la de su sobrino Antón González, los dos tienen unas vestiduras muy similares y cubren sus cabezas con bonetes. En el frontal del sepulcro hay grabado un escudo en el centro, sostenido por dos ángeles, con la inscripción:

AQUÍ ESTAN SEPULTADOS LOS REVER. SRES. D. ANTON GONZALEZ E D. JUAN GONZALEZ MAESTRESCUELAS.

 Juan González Monjua ocupó el cargo de embajador de Juan II de Castilla delante de Alfonso el Magnánimo, en los conflictos que tuvo este monarca con el reino de Castilla durante la «Guerra de los Infantes de Aragón», mientras, su sobrino Antón González fundó una institución, dedicada a ayudar a los pobres, llamada el «Arca de Misericórdia».

#### Otros altares
Termina esta nave del Evangelio con los altares, de san Juan Bautista formado con un arco plateresco realizado por Francisco de Baeza en 1530 y con un retablo barroco del siglo XVIII. Enfrente adosado en el muro del coro está el altar dedicado a san Miguel del siglo XVII.

### Crucero

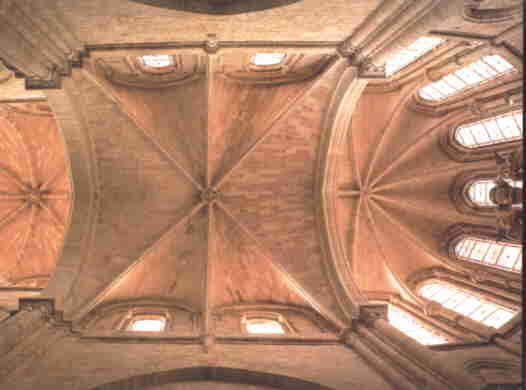
Bóvedas del crucero y presbiterio

Tiene una longitud de más de 36 metros y la misma altura que la nave central. Después de la guerra civil de 1936, durante las obras de restauración de la catedral se construyó en el centro del crucero un cimborio. En la época románica el crucero estaba sin ningún tipo de altares ni retablos, a principios del siglo XVI y en estilo plateresco se colocaron los de santa Librada y el de Fadrique de Portugal al lado norte y en el lado sur tiene la puerta que da a la plaza mayor de la ciudad con un rosetón románico, la capilla del Doncel y el altar de Nuestra Señora de la Leche. Se encuentra cubierto con bóvedas nervadas, la bóveda del cimborio es cuadrada con ocho particiones y ocho ventanales ojivales que dan paso a la luz natural, los laterales del crucero, están cubiertos por bóvedas sexpartitas.

#### Sacristía moderna o de Santa Librada
Se encuentra en la parte norte del transepto. Tiene una portada plateresca de Francisco de Baeza, pilastras planas, sobre pedestales, con jambas y dintel con adornos vegetales tallados. Tiene un gran friso y frontón, con las armas del obispo Fadrique de Portugal.

#### Puerta del Pórfido y del Jaspe
Junto a la portada anterior se encuentra esta de comienzos del siglo XVI, su decoración es de estilo plateresco, con pilastras lisas y una serie de frisos. Da paso al claustro, donde en esa parte se halla la Puerta de Jaspe de 1507, en mármol amarillo y rojo; es la parte renacentista más antigua de la catedral.

#### Retablo de Santa Librada

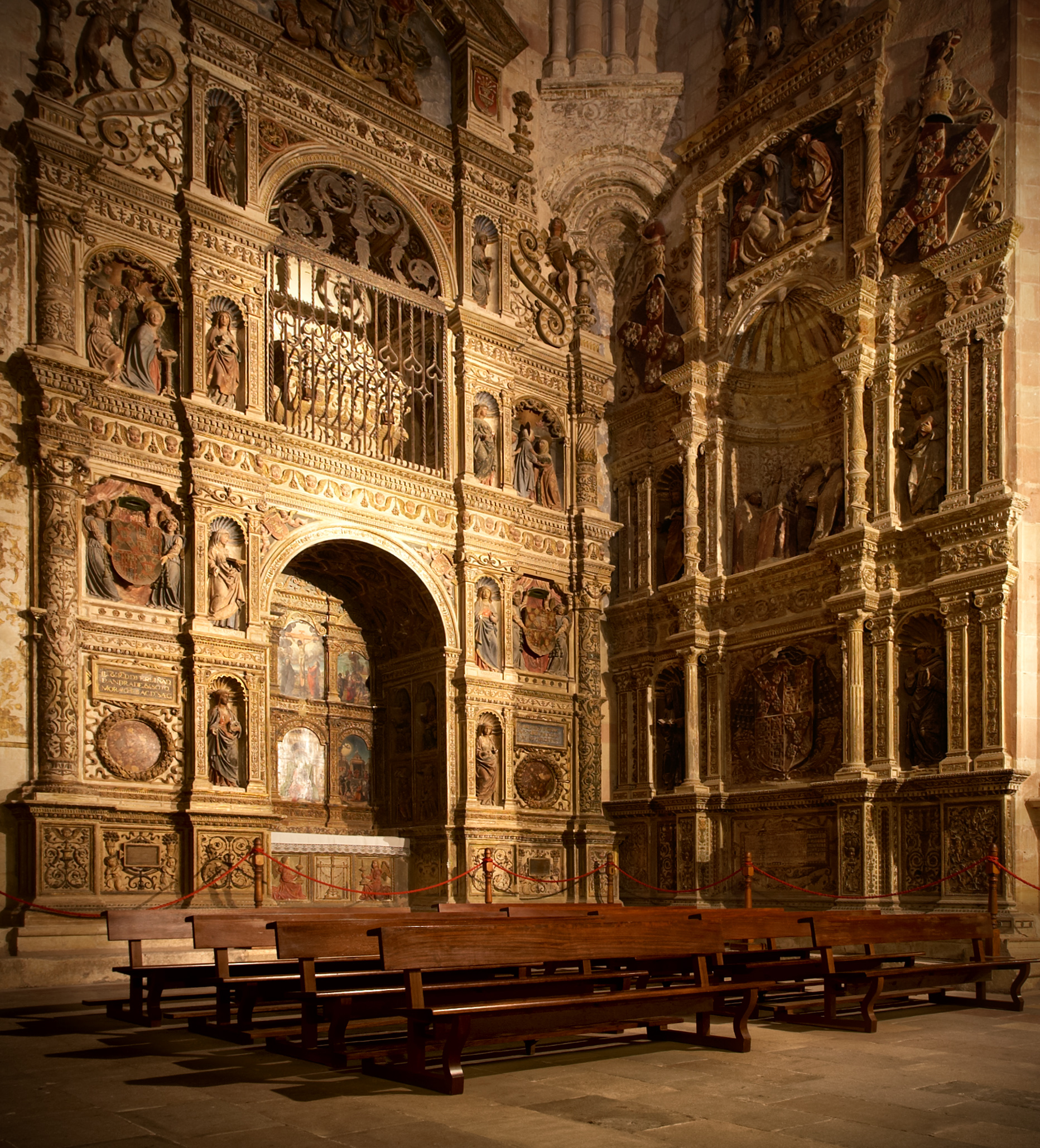
Retablos platerescos de Santa Librada y Fadrique de Portugal

Era normal que las catedrales de la Edad Media se pusieran bajo la protección de las reliquias de un mártir, y con tal fin el obispo Bernardo de Agén trajo a Sigüenza las de la mártir santa Librada, del siglo IV, desde Aquitania.
El retablo se encuentra en el extremo norte del transepto y fue mandado realizar por el obispo Fadrique de Portugal. Ejecutado como un gran mausoleo en piedra caliza, está dedicado a santa Librada. En él se aprecia la perfecta conjunción entre arquitectura, escultura y pintura que es propia del arte del renacimiento-plateresco. Arquitectónicamente toma la forma de un arco de triunfo de tres cuerpos, trazado por Alonso de Covarrubias en 1518 y realizado por Francisco de Baeza, con una bóveda de arco de medio punto con casetones y en ambos lados hornacinas con imágenes de los evangelistas y de los padres de la Iglesia, así como escenas de la virgen María y de santas, todo entre columnas sobre pedestales. En la parte media del gran retablo se encuentra una urna de plata con las reliquias de la santa, protegida por una reja de Juan Francés. En el ático se encuentra un altorrelieve de la Virgen María rodeada de ángeles.
En la parte inferior, detrás del altar y dentro del arco de medio punto, es donde se encuentra el retablo propiamente dicho, formado por dos cuerpos y tres calles, la central más amplia y alta que las laterales, con seis pinturas sobre tabla de Juan Soreda realizadas entre 1525 y 1528. La tabla central del cuerpo superior representa la Deesis y las cinco restantes escenas de la vida de la mártir: Librada y sus hermanas frente a Catelio; Librada y sus hermanas deliberan sobre su suerte; Librada reconforta a una de sus hermanas; Decapitación de santa Librada y Santa Librada entronizada, esta última en la calle central del cuerpo inferior.|  La imagen de Santa Librada entronizada está inspirada en el grabado de Marcantonio Raimondi de la Virgen de las nubes de Rafael Sanzio. La mártir se encuentra sentada con un libro en la mano y la palma del martirio en la otra. En el friso pintado en el edificio de arquitectura clásica que cobija el trono de la santa, se encuentran representados cuatro trabajos de Hércules, con un significado simbólico en relación con las virtudes de la mártir, que prefirió la muerte antes que ceder a los placeres terrenales, así como Hércules tuvo que luchar con fieras —como alegorías de los vicios—, para conseguir la inmortalidad. Era el mensaje moralizante del renacimiento para presentar la vida ejemplar de santa Librada y sus hermanas, como dice Santiago Sebastián:

...para expresar que fue tan virtuosa y fuerte como el mismo Hércules.
Pórtico de Arte y Humanismo, Santiago Sebastián (1981) p.199

#### Mausoleo de Fadrique de Portugal

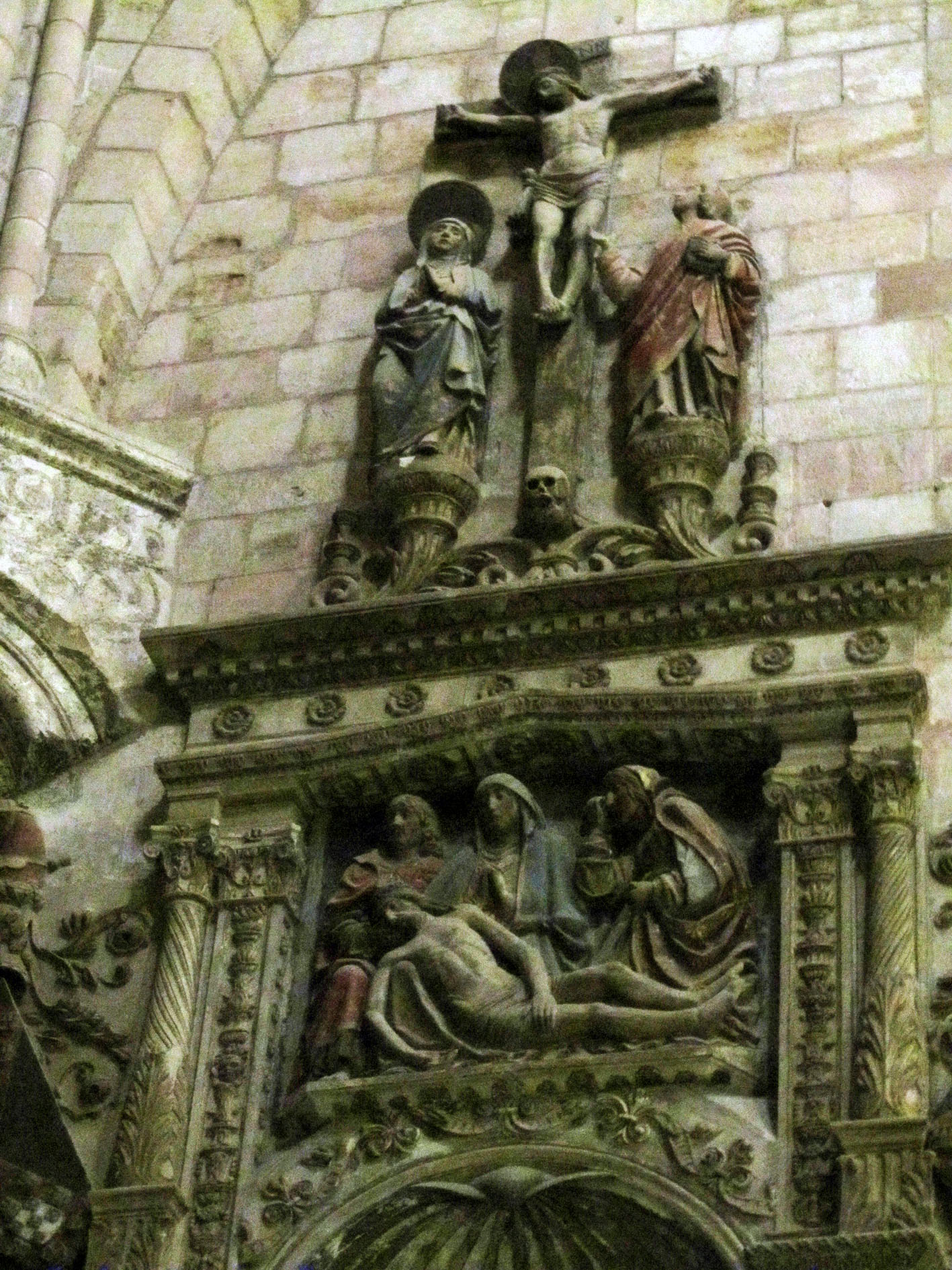
Detalle superior del mausoleo de Fadrique de Portugal

El mausoleo de Fadrique de Portugal es de estilo plateresco y realizado por mandato del mencionado obispo bajo el diseño de Alonso de Covarrubias al tiempo que se construía el retablo de santa Librada, con el que hace esquina en la parte norte del crucero de la catedral, por lo tanto se hizo cerca de 1520. La ejecución del retablo la llevó a cabo Francisco de Baeza y sus colaboradores Sebastián de Almonacid y Juan de Talavera, finalizando el proyecto para el año 1539, fecha del fallecimiento del obispo en Barcelona, desde donde fue trasladado y enterrado en este lugar. Consta el retablo de tres cuerpos más banco y ático con tres calles. En el banco se encuentra una cartela que alude al obispo y varios adornos de grotescos y motivos vegetales, en el primer cuerpo en la parte central se encuentra un gran escudo con las armas del obispo y dos hornacinas en ambos lados con las imágenes de san Andrés y san Francisco, el segundo cuerpo dentro de una hornacina está la imagen del obispo Fadrique arrodillado en compañía de dos clérigos, con otras dos imágenes en las calles laterales también dentro de hornacinas de san Pedro y san Pablo, sobre este cuerpo hay un relieve de una Piedad y en ambos lados los escudos del mecenas y para terminar en el ático un Calvario policromado.

#### Capilla del Doncel

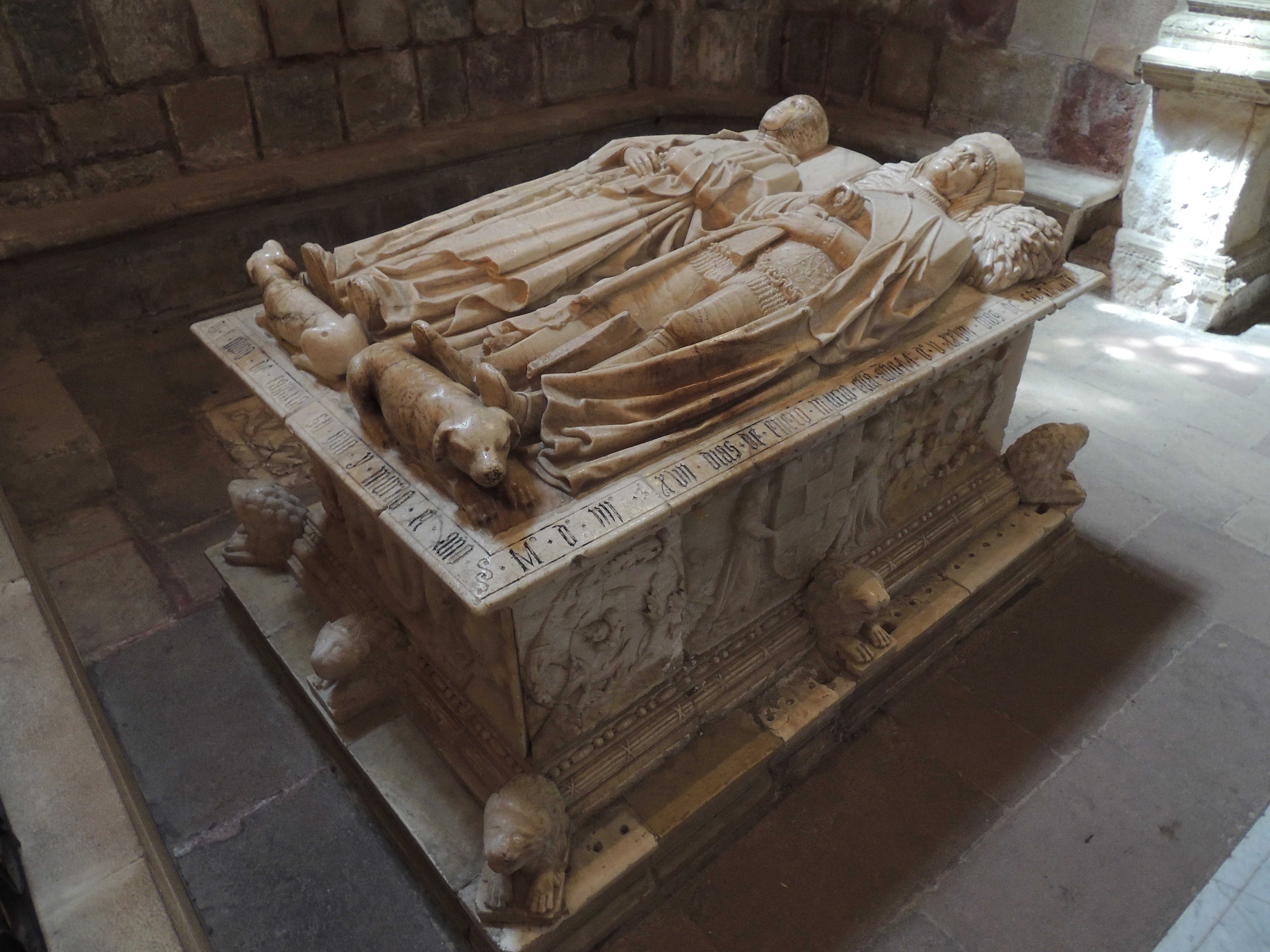
Sepulcro de Fernando de Arce y Catalina de Sosa

Está situada esta capilla en el lado sur del transepto, llamada también «capilla de San Juan y Santa Catalina» y que antiguamente formaba parte de una de las capillas absidiales de la catedral románica, la dedicada a santo Tomás de Canterbury. La entrada a la capilla se realiza a través de una reja ejecutada por Juan Francés entre 1526 a 1532, la portada es de estilo plateresco y la construyó Francisco de Baeza. En el interior hay varios enterramientos, destacando en el centro del panteón el mausoleo, de estilo renacimiento, de los padres del Doncel, Fernando de Arce y Catalina de Sosa, sostenido por leones y con estatuas yacentes de ambos, la cabeza de ella sobre un cojín, la de él sobre laureles, indicando que murió guerreando. Destaca también, en el muro, el sepulcro plateresco de Fernando Vázquez de Arce, obispo de Canarias, consejero de Fernando el Católico y hermano del Doncel, el cual adquirió la capilla a la familia de La Cerda —antiguos propietarios desde el siglo XIV—, con el fin de que sirviera como capilla funeraria para él y sus familiares, firmando el decreto por el que adquirían el derecho de sepultura el 9 de enero de 1487.

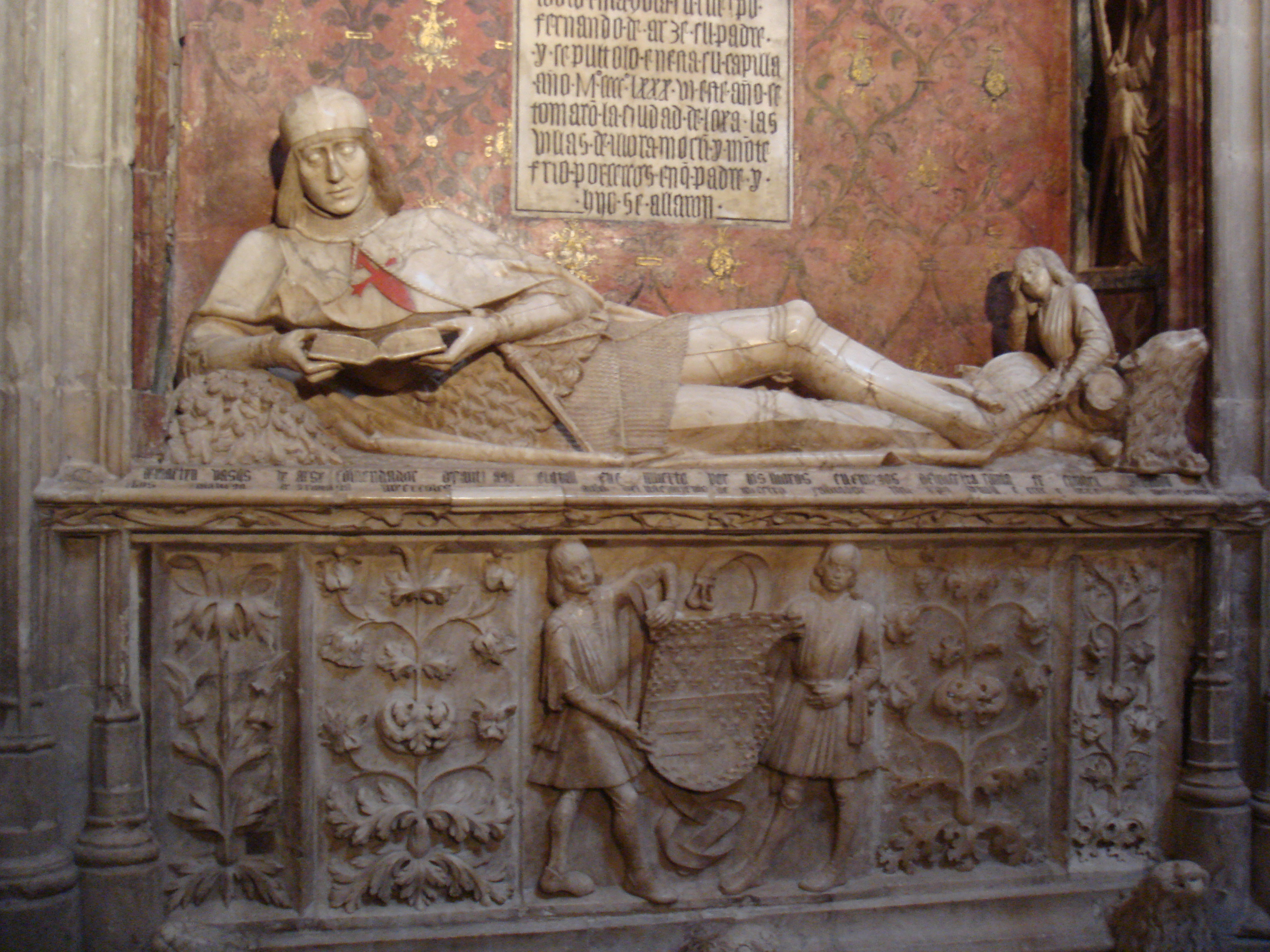
Sepulcro del Doncel

Pero la obra maestra de esta capilla y quizás de la catedral, es el enterramiento de Martín Vázquez de Arce, el Doncel de Sigüenza: ...una de las obras maestras de la escultura funeraria.
El sepulcro colocado sobre tres leones está bajo una hornacina en arco de medio punto, con la estatua del Doncel en alabastro, está vestida con armadura y con la cruz de Santiago en el pecho, se aprecia el puño de una espada y un pequeño puñal en la cintura, la cabeza está cubierta con un bonete que se le adapta totalmente, pero lo que más resalta es que no es una figura yacente, dormida, sino que se encuentra recostado, con una pierna sobre la otra y apoya el brazo medio incorporado, en actitud de leer un libro que sostiene abierto en sus manos, en el frente del sepulcro dos pajes sujetan el escudo de armas y se encuentra ornamentado con delicadas tallas en candilieri. Toda la obra está policromada. La fecha de realización de este conjunto funerario es entre 1486, año de la defunción del Doncel y 1504 en que sale citado en el testamento de su padre como ya realizado en la capilla de la catedral.
La parte inferior de la hornacina, contiene la siguiente inscripción:

Aquí yaze Martín Vasques de Arce - cauallero de la Orden de Sanctiago - que mataron los moros socorriendo - el muy ilustre señor duque del Infantadgo su señor - a cierta gente de Jahén a la Acequia - Gorda en la vega de Granada - cobró en la hora su cuerpo Fernando de Arce su padre - y sepultólo en esta su capilla - ano MCCCCLXXXVI. Este ano se tomaron la ciudad de Lora. - Las villas de Illora, Moclin y Monte frío - por cercos en que padre e hijo se hallaron.
Anónimo

#### Retablo de San Juan y Santa Catalina

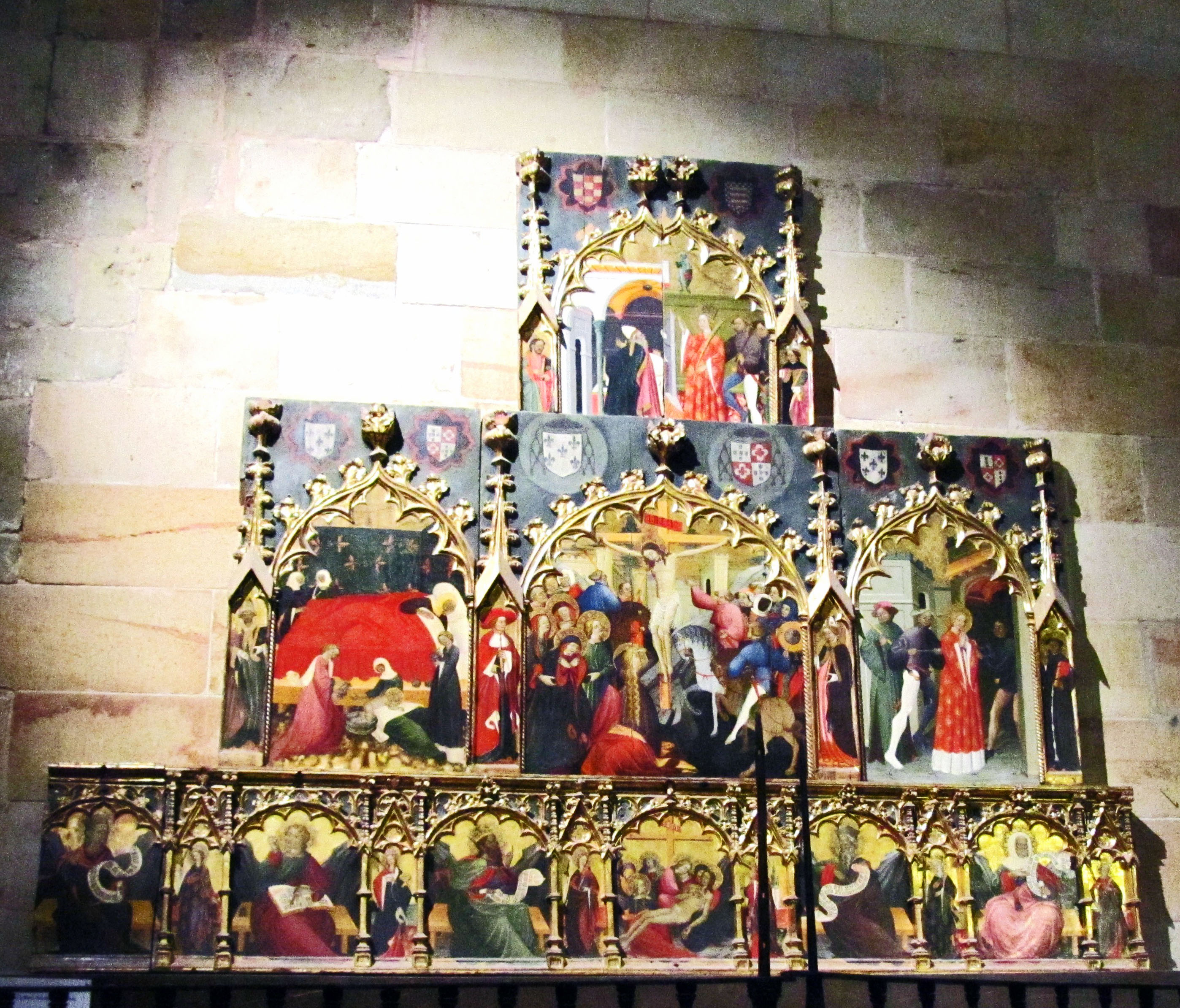
Retablo gótico de San Juan y Santa Catalina

Se encuentra este retablo en el crucero, al lado de la capilla del Doncel y proviene de la sacristía de la mencionada capilla. Se compone de varias de las tablas realizadas hacia 1440, encargado por la familia de la Cerda. Las tablas están pintadas en un estilo gótico italianizante y en la tabla central se representa la Crucifixión mientras en las otras son escenas de la vida de san Juan y de santa Catalina, se conserva también la predela donde se observan diversas imágenes pintadas de los profetas. De este mismo retablo se encuentran diversas tablas guardadas en el Museo del Prado.

#### Retablo de Nuestra Señora de la Leche
Este retablo está adosado, al pilar delantero del lado de la Epístola del coro, la imagen es de alabastro, de 1514, obra de Miguel de Aleas; el retablo, realizado en estilo plateresco es de Francisco de Baeza, las columnas, que enmarcan la media cúpula avenerada, también son del mismo material, terminando con un friso y un frontón, con el escudo del Cabildo catedralicio.

### Girola
Se construyó la girola, a finales del siglo XVI, abandonando la tipología anterior con el derribo de la antigua cabecera románica absidal con cinco capillas y substituyéndola por un deambulatorio que giraba alrededor del ábside mayor.
Esta girola, presenta unas bóvedas de medio cañón, con arcos transversales ale je circular de la nave, una de las capillas existentes en el siglo XII, la de san Juan Bautista y que había quedado su entrada tapiada por el mausoleo del obispo Fadrique, se convirtió en la sacristía menor o de los Mercenarios, haciéndose su acceso por la girola en el lado del Evangelio, tiene una portada barroca de 1688. A continuación se encuentra el sepulcro, de mármol blanco, del obispo Bernardo de Agén bajo un arcosolio y realizado en 1449 por Martín de Lande y que fue colocado en este lugar en 1598, a su lado se encuentra la sacristía mayor o «capilla de las cabezas» y la capilla del Espíritu Santo. La girola se fue construyendo y colocando en ella cinco altares a medida que la obra avanzaba en su construcción: el de san Ildefonso y el de san Felipe Neri en 1565, el de Nuestra Señora del Rosario en 1639, el de san Roque en 1662 y el de san Pedro Arbués el 1667. Por este lado hay una puerta de acceso a la capilla y sacristía del Cristo de la Misericordia. Los maestros de obra de la girola durante estos años fueron los llamados «cinco Juanes», por coincidir su nombre de pila; Juan Vélez, Sánchez del Pozo, Gutiérrez de Buega, de Ballesteros y quien la finalizó Juan Ramos.

#### Sacristía mayor o de las Cabezas

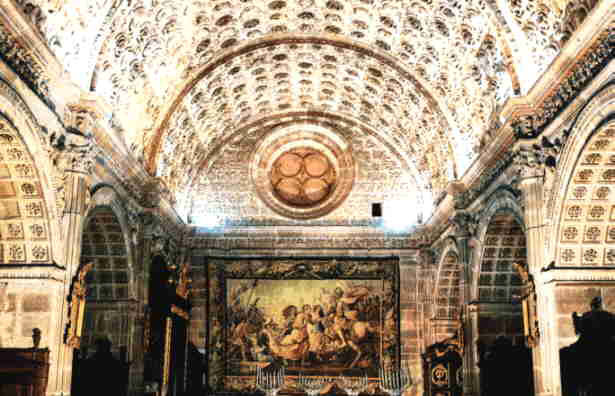
Bóveda de las Cabezas

Situada en la parte norte de la girola, su acceso se hace a través de una portada de piedra en estilo plateresco realizada en 1573 por el maestro de obras de la catedral Juan Sánchez del Pozo, presenta dentro de unas hornacinas diversas imágenes de apóstoles y las puertas son de madera de nogal talladas por Martín de Vandoma con catorce relieves de santas mártires. En 1532, Alonso de Covarrubias hizo el diseño, trazando los planos hasta que en 1534 fue nombrado maestro de obras de la catedral de Toledo por lo que abandonó Sigüenza, la construcción de la sacristía continuó a cargo del arquitecto Nicolás de Durango hasta su fallecimiento en 1554. Fue entonces cuando el cabildo de la catedral contrató para su substitución a Martín de Vandoma, cuatro años más tarde las obras se pararon al ser despedido Vandoma en 1559, sin que se sepa el motivo. Ante diversas quejas por parte de Vandoma, el cabildo accedió a volverlo admitir. y que continuase la obra de la sacristía, según una acta capitular del 18 de marzo de 1560, a partir de entonces aún continuó durante dieciocho años más trabajando en diversas obras de la catedral hasta su defunción en 1578.
El interior de la capilla, es de planta rectangular con arcos de medio punto adosados a sus muros, donde está colocado el mobiliario propio de sacristía, desde estos arcos hay una cornisa donde se inicia la bóveda de medio cañón, completmaente cubierta con casetones, en los que están esculpidas más de 300 cabezas representando toda clase de personajes de la época desde obispos a monjes, de guerreros a reyes, de campesinos a nobles. En los ángulos de los cuadrantes donde están los relieves de las cabezas hay otras más pequeñas de querubines y otros cuadrantes, alternándose con los anteriores, con rosas. El mobiliario de cajonería de madera de nogal que también fue realizada por Martín de Vandoma con adornos platerescos.

#### Capilla del Espíritu Santo

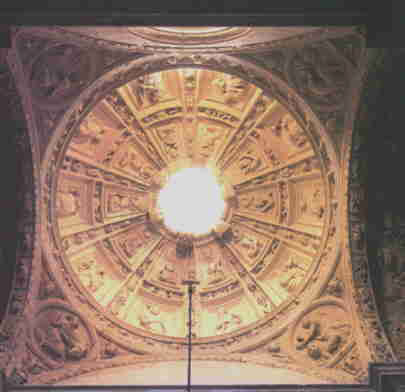
Bóveda de la capilla del Espíritu Santo

Desde la sacristía de las Cabezas, se entra a la capilla de factura plateresca, por medio de una portada muy ornamentada y una reja plateresca de hierro forjado, obra de Hernando de Arenas, de 1561, según un diseño de Esteban Jamete y costeada por el obispo Fernando Niño de Guevara (1546-1552) hacia 1561. El escudo del obispo está en ella y es una de las mejores rejas de la catedral. En el contrato de la reja se estipula que Hernando de Arenas cobraría mil ducados y que se realizaría en Cuenca, pero el dorado se haría en Sigüenza por Pedro de Villanueva.
La capilla fue trazada por Esteban Jamete con planta cuadrada y con ornamentación plateresca. Está cubierta con una cúpula semiesférica sobre pechinas, que soportan una linterna majestuosa con la imagen del Padre Eterno, obra de Martín de Vandoma. Muestra en sus muros una Anunciación, donde la Virgen y el Árcangel están en muros opuestos. Sobre el altar, hay bustos de santos que contienen reliquias y, entre otras, una talla de ciprés del obispo san Martín de Hinojosa.

#### Capilla del Cristo de la Misericordia
En la girola pero ya en el lado de la Epístola se encuentra esta capilla que fue antiguo sagrario o sacristía mayor, con portada plateresca, de arco de medio punto y un frontón triangular renacentista, muy recargado, construida en 1498 por Miguel de Aleas y Fernando de Quejigas. La reja fue labrada por Domingo Zialceta en el año 1649. En el interior, tiene una bóveda gótica tardía del siglo XV, un retablo barroco del siglo XVII y un crucifijo, tallado en madera, llamado Cristo de la Misericordia datado del siglo XVI, esta capilla tiene también su correspondiente sacristía.

### Nave central
La parte inicial del presbiterio, es de planta cuadrada y cubierta con una bóveda sexpartita, deja espacio para cuatro ventanales de estilo ojival, en las fachadas norte y sur.

#### Púlpito del Evangelio

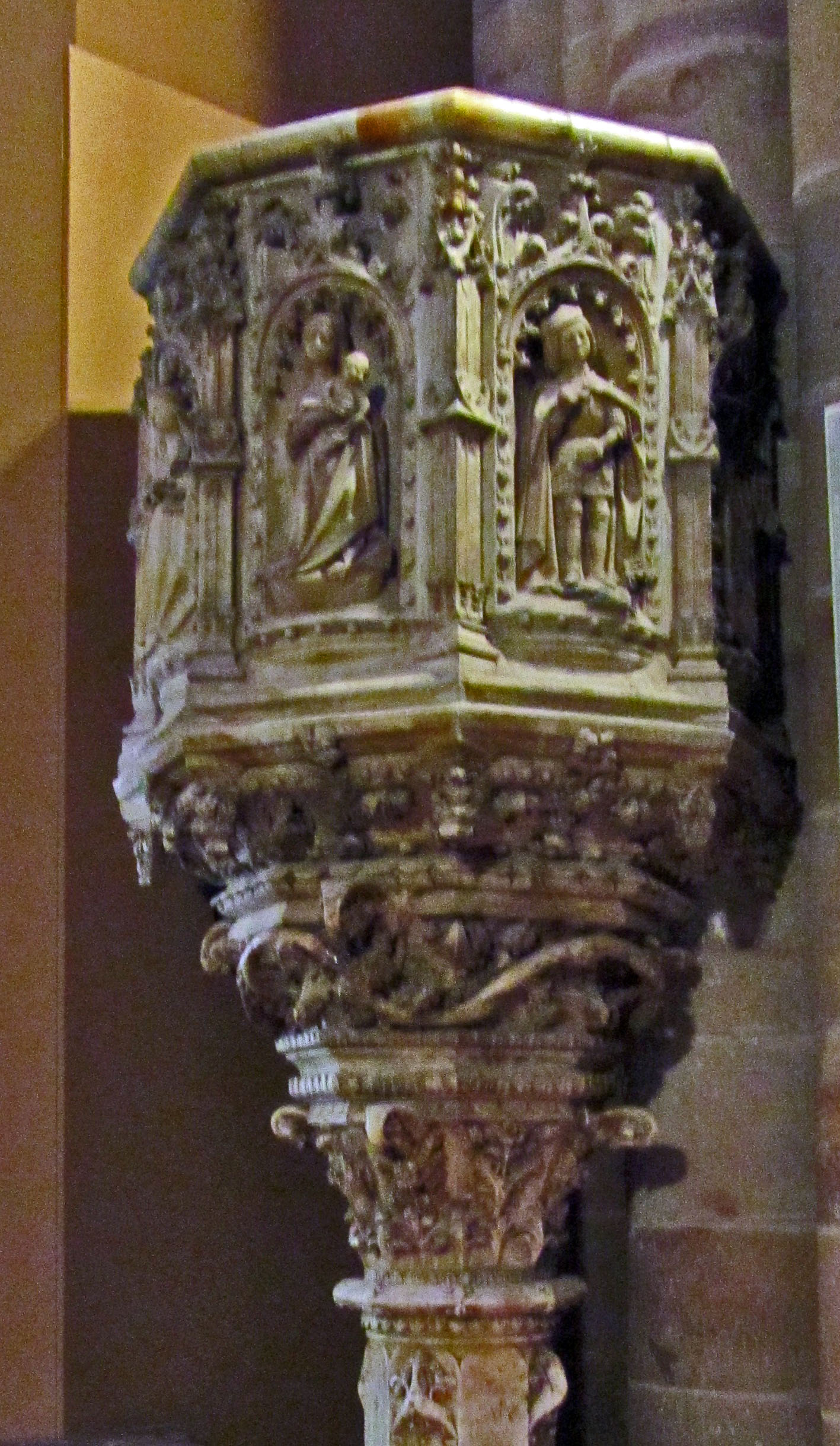
Púlpito del lado de la Epístola

Se encuentra situado en el lado del Evangelio junto a la entrada de la capilla mayor. Se construyó este púlpito a finales del siglo XVI, es una obra importante de estilo plateresco de planta octogonal y con escenas de la Pasión de Cristo. Se sostiene sobre una columna cilíndrica de fuste estriado con capitel jónico-corintio, fue construido por el artista Martín de Vandoma el año 1572.

#### Púlpito de la Epístola
Es un púlpito que se encuentra en el lado de la Epístola a la entrada de la capilla mayor. Realizado en mármol blanco, es de estilo gótico, que encargó y donó el cardenal Mendoza. Presenta en sus relieves temas alusivos al cardenal-obispo; fue realizado por Rodrigo Alemán en 1495-1496, se encuentra sobre na columna octogonal con capitel de orden corintio.

#### Capilla Mayor
Situada en lo que era el ábside mayor de la construcción románica, tiene una cubierta de bóveda dividida en nueve partes, con siete ventanales de arcos apuntados. Tuvo el coro primitivo de alabastro adosado en sus muros y presidido por la cátedra del obispo, hasta que en el siglo XVI se trasladó al centro de la nave principal después del crucero y en 1491 el cardenal Mendoza mandó construir uno nuevo de madera. Fue en época de este obispo cuando fue restaurada la capilla e hizo elevar los muros y la bóveda del ábside.
Se accede a este recinto, entre dos púlpitos, uno gótico y otro plateresco y por una reja plateresca de hierro forjado, realizada por Domingo de Zialceta en el año 1633, rematada con un calvario en su parte superior realizado por Rodríguez Liberal.
En su interior en ambos lados se encuentran situados diversos sepulcros. En el muro derecho de la Epístola, sobre la puerta que da a la girola, hay el enterramiento gótico-borgoñón, del obispo Alonso Carrillo de Albornoz, cardenal de San Eustaquio (1424-1434); fue mandado construir por su sobrino el obispo Alonso Carrillo de Acuña, está la figura yacente tratada con gran realismo, y es tenida como ejemplo de escultura funeraria gótica castellana del siglo XV, a sus lados se encuentran las estatuas de san Pedro y san Pablo y por encima de éstas unos pináculos que terminan en una hilera de arcos ciegos el sepulcro está dentro de un arco conopial. Entre otros se encuentra también el sepulcro del obispo Pedro de Leucate, primer constructor de la catedral, aunque la imagen yacente fue realizada, más tarde, por orden del cardenal Mendoza, con vestido pontifical, mitra y báculo pastoral, por lo tanto con vestiduras posteriores a su defunción.

##### Altar Mayor

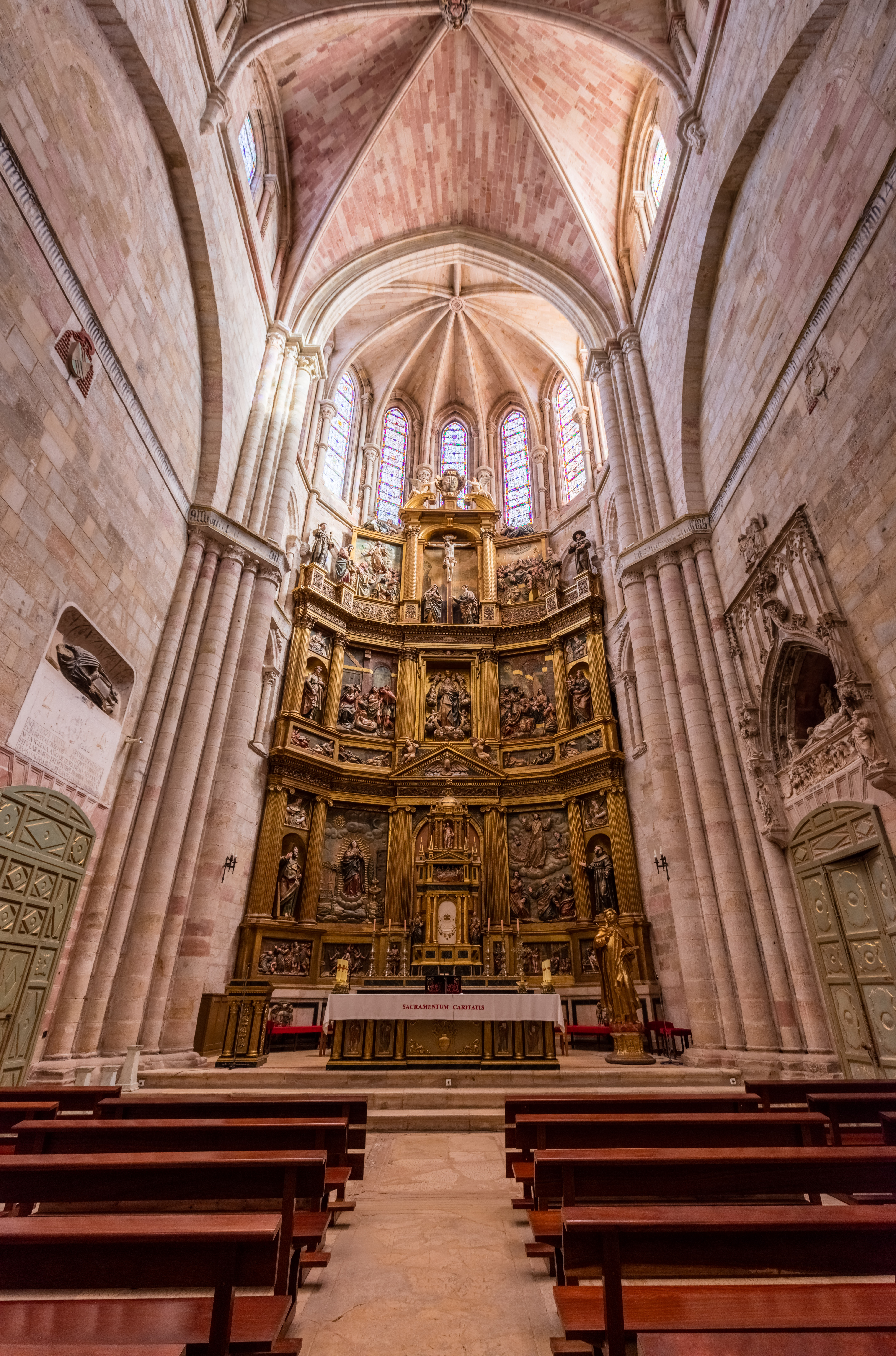
Altar Mayor

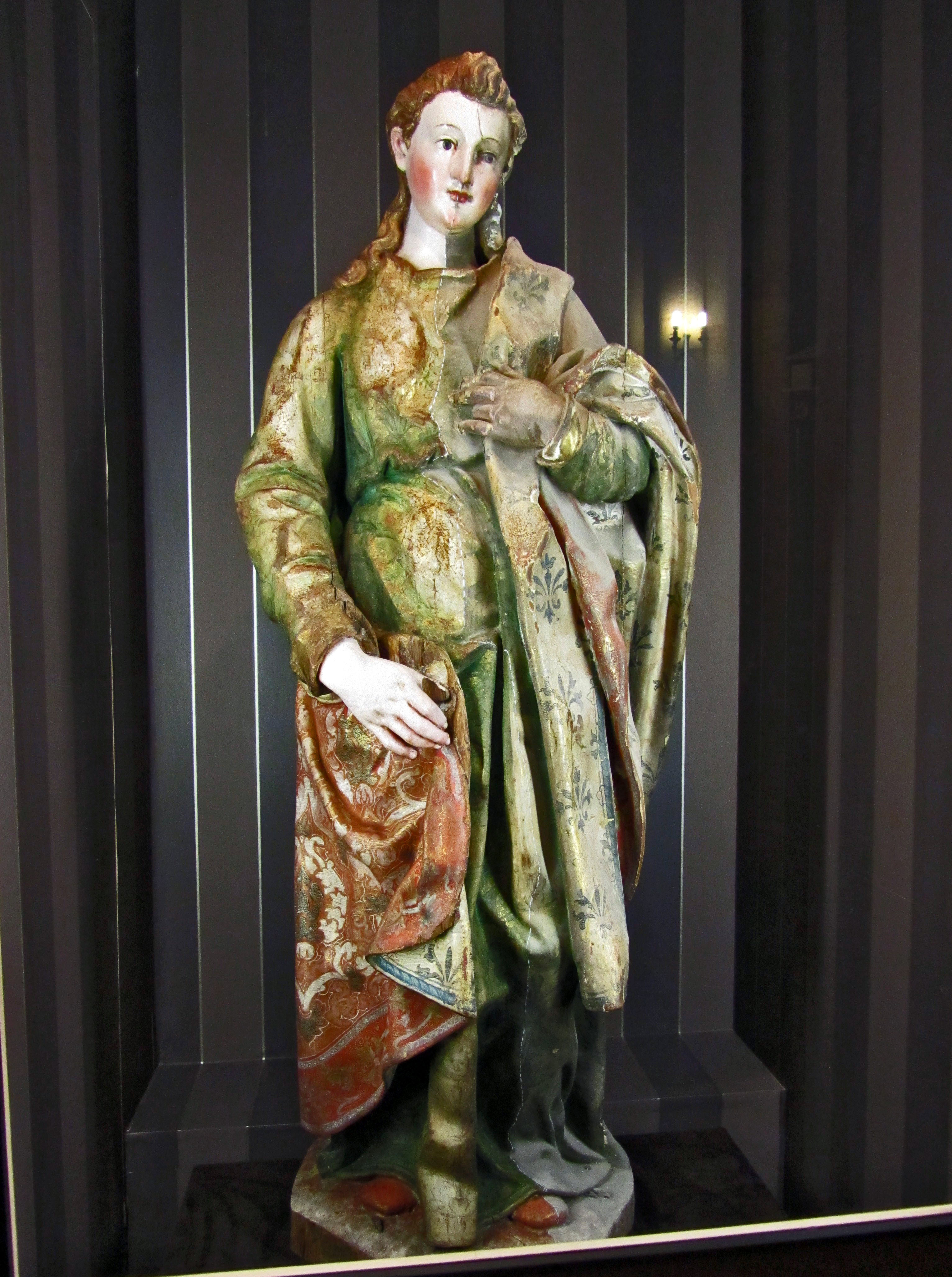
Imagen de santa Librada, en el segundo cuerpo del retablo mayor

El retablo para la capilla mayor, fue un encargo del obispo franciscano fray Mateo de Burgos a los escultores Pompeo Leoni y Giraldo de Merlo, los cuales firmaron el contrato para su ejecución el 24 de septiembre de 1608. Con motivo de la defunción ese mismo año de Pompeo Leoni, se hizo cargo de su realización Giraldo de Merlo. Las trazas se hicieron, según el deseo del obispo, ocupando el máximo del espacio posible pero dejando libre la parte superior donde se habían de colocar unos vitrales, también donados por el mismo obispo. Se construyó entre 1609 y 1613 en estilo manierista y la policromía fue realizada por los pintores Diego de Baeza y Mateo Paredes.
Consta de predela con tres cuerpos de diferentes órdenes, jónico, corintio y compuesto, y un coronamiento superior. En la predela se encuentran cuatro relieves con escenas de la Pasión de Cristo. En el primer cuerpo, en la calle central hay un tabernáculo de tres pisos con las imágenes de san Pedro y san Pablo, la Última cena y en el último piso el Salvador. En las calles laterales con la separación hecha con columnas jónicas, se encuentran en los extremos las figuras de san Andrés y san Francisco de Asís, en la calle lateral derecha la Transfiguración de Cristo y en el lado izquierdo la Inmaculada Concepción. En el segundo cuerpo el orden de las columnas es corintio, en la calle central se encuentra la Asunción, en el lateral derecho un gran relieve de la Adoración de los Reyes, en el ladoizqueirdo la Natividad y en los extremos las imágenes de santa Ana y santa Librada. En el tercer cuerpo en la parte central se encuentra un Calvario: Cristo en la cruz con María y san Juan Bautista y a sus lados los relieves del Pentecostés y la Ascensión de Cristo con dos figuras exentas de santos en cada extremo. El coronamiento final del retablo se realizó con un gran escudo del obispo comitente sostenido por dos ángeles y dos representaciones de las virtudes.

#### Coro
Situado en el centro de la nave principal, fue construido por iniciativa del cardenal Pedro González de Mendoza (1467-1495), substituyendo al anterior realizado en alabastro y que estaba colocado primero en la capilla mayor y más tarde había estado trasladado a la nave central.
La planta del recinto es rectangular, y está compuesto el coro por ochenta y cuatro asientos, situados en dos filas, la segunda más elevada, la sillería es de nogal, con los respaldos, con ornamentación de estilo gótico de celosías que no se repiten y escudos de armas obispales; sobre los asientos de la sillería alta, hay un dosel corrido, en gótico florido.

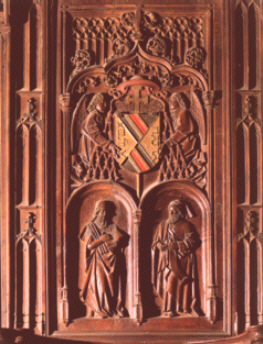
Detalle de la silla episcopal con el escudo del cardenal Mendoza

En el centro de esta sillería se encuentra la silla episcopal de respaldo tallado condos imágenes y el escudo del cardenal Mendoza, está cubierta con un gran dosel con pináculo realizado en el mismo estilo. Fueron diversos los tallistas escultores que trabajaron en la sillería del coro bajo la dirección de Martín Sánchez, también participó el vecino de Sigüenza llamado Alfonso González, en 1503 estaban trabajando en él, Petit Juan, Francisco Coca y Martín Vandoma, la silla del obispo se cree que fue realizada por el maestro Rodrigo Alemán, que también trabajó en la sillería baja.

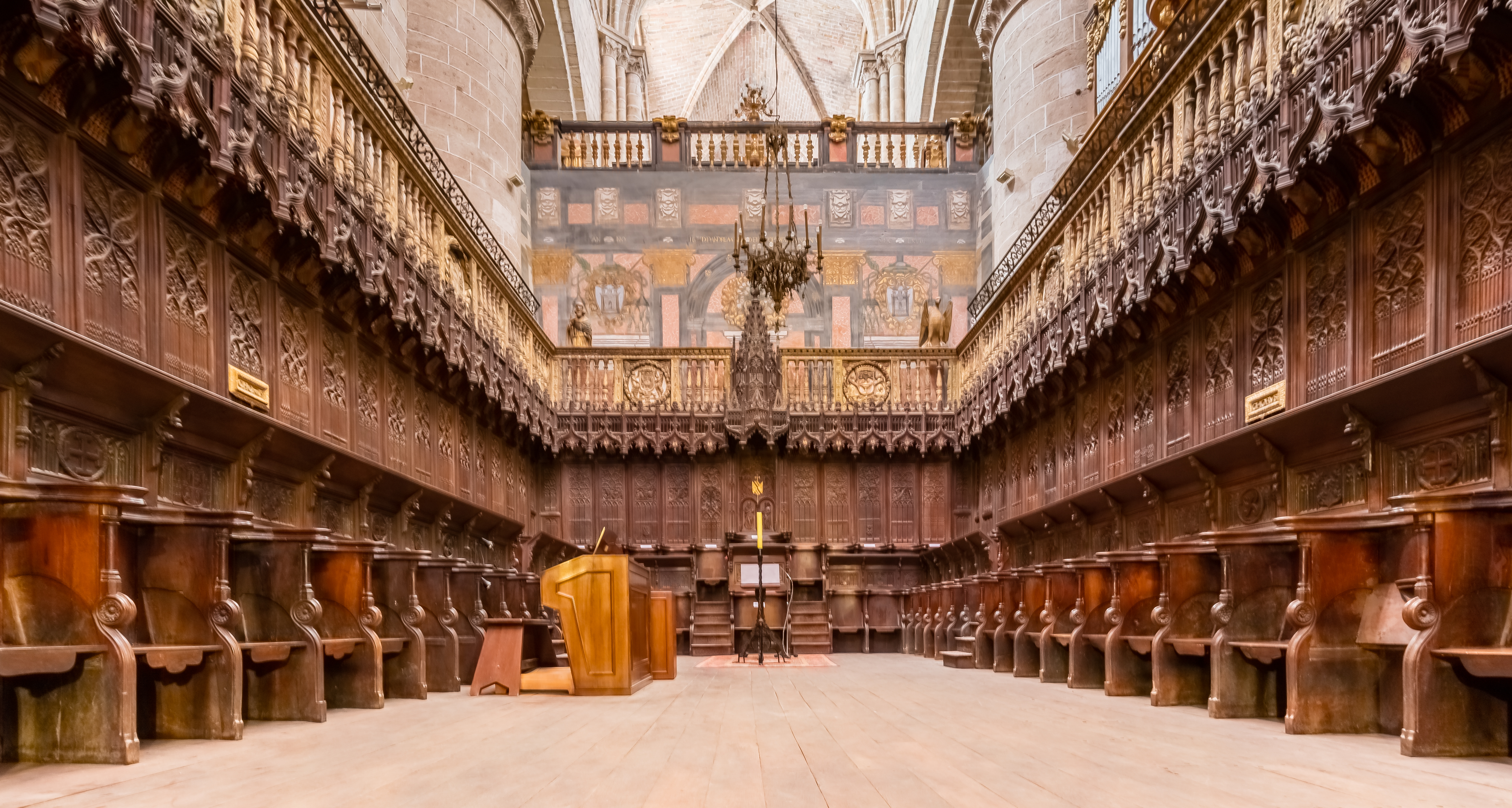
Coro

Coronando la sillería superior y sobre el dosel corrido, se extienden dos tribunas, donde se encuentra el órgano churrigueresco, con una balaustrada plateresca y escudos del cabildo catedralicio y del obispo comitente Fadrique de Portugal.Se cierra el recinto con una reja renacentista de hierro forjado del año 1649, que presenta tres imágenes en la parte superior de santo Domingo Guzmán, la Virgen del Rosario y santo Tomás de Aquino, realizadas en chapa recortada por el artista Domingo de Zialceta bajo el patrocinio del obispo Pedro de Tapia (1645-1649).

#### Órganos
En la época del renacimiento, la catedral consta que tenía tres órganos entre los años 1522 y 1538. En los libros de obra del templo hay noticias de los trabajos que se iban realizando en los órganos ya fueran de talla o de pintura, así el maestro Pierre realizó el coronamiento del órgano pequeño y Fernando de Carasa las puertas de todos los órganos; Juan de Artega pintó barandillas y tribunas de los órganos y del coro, Villoldo pintó los medianos y su caja, las puertas y el coronamiento del pequeño en el año 1526, Juan Soreda, también en el mismo año, consta que pintó los órganos grandes y nuevamente a los diez años se encargó a Pedro Villanueva la pintura de «las puertas y caja de los órganos grandes».
Los obispos que más se ocuparon de la actividad musical de la catedral fueron Fadrique de Portugal (1512-1532), personaje culto y que por sus acciones políticas llegó a ocupar el cargo de Virrey de Cataluña y también el obispo Pedro de la Gasca (1561-1567) tuvo gran preocupación por la música.
La capilla de música de la catedral, tuvo buenos maestros, durante el mandato del cardenal Mendoza ocupó el cargo de organista Villagrán a quien le sucedió, en 1504, Pierres de origen francés, más tarde en 1530 se nombró a Cristóbal de Morales como uno de «los maestros que vinieron a ver los órganos». Otros personajes conocidos constan en el archivo de la catedral, Mateo Flecha el Viejo en 1539, Francisco de Salinas en 1559 a quien sucedió Hernando de Cabezón hijo de Antonio de Cabezón desde 1563 a 1564.
El día 26 de noviembre de 2011 se procedió a la bendición e inauguración del nuevo órgano en la S.I.Catedral Basílica de Sigüenza, dedicado a San Pascual, habiendo sido construido por El Taller de Organería Acitores, de Torquemada (Palencia). El órgano de San Pascual de la catedral seguntina consta de dos teclados manuales de 56 notas y teclado pedalero de 30 notas, transmisión mecánica de notas y registros, 3 acoplamientos y un trémolo. Tiene 1.390 tubos distribuidos en 30 registros. El nuevo órgano viene a sustituir, y en su mismo lugar, en el coro alto de la Catedral, al construido en 1750 por el organero navarro Joseph Loytegui, que fue destruido durante la Guerra Civil, en 1936.

#### Trascoro

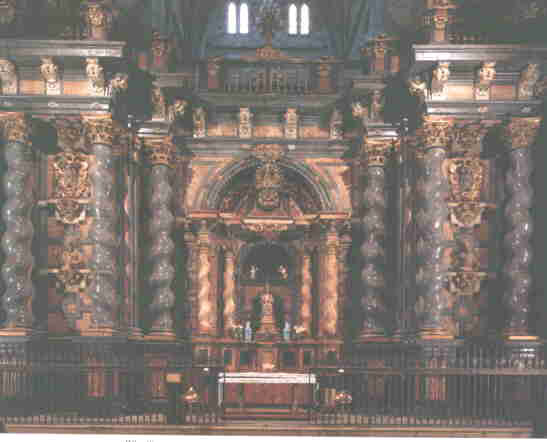
Altar del trascoro

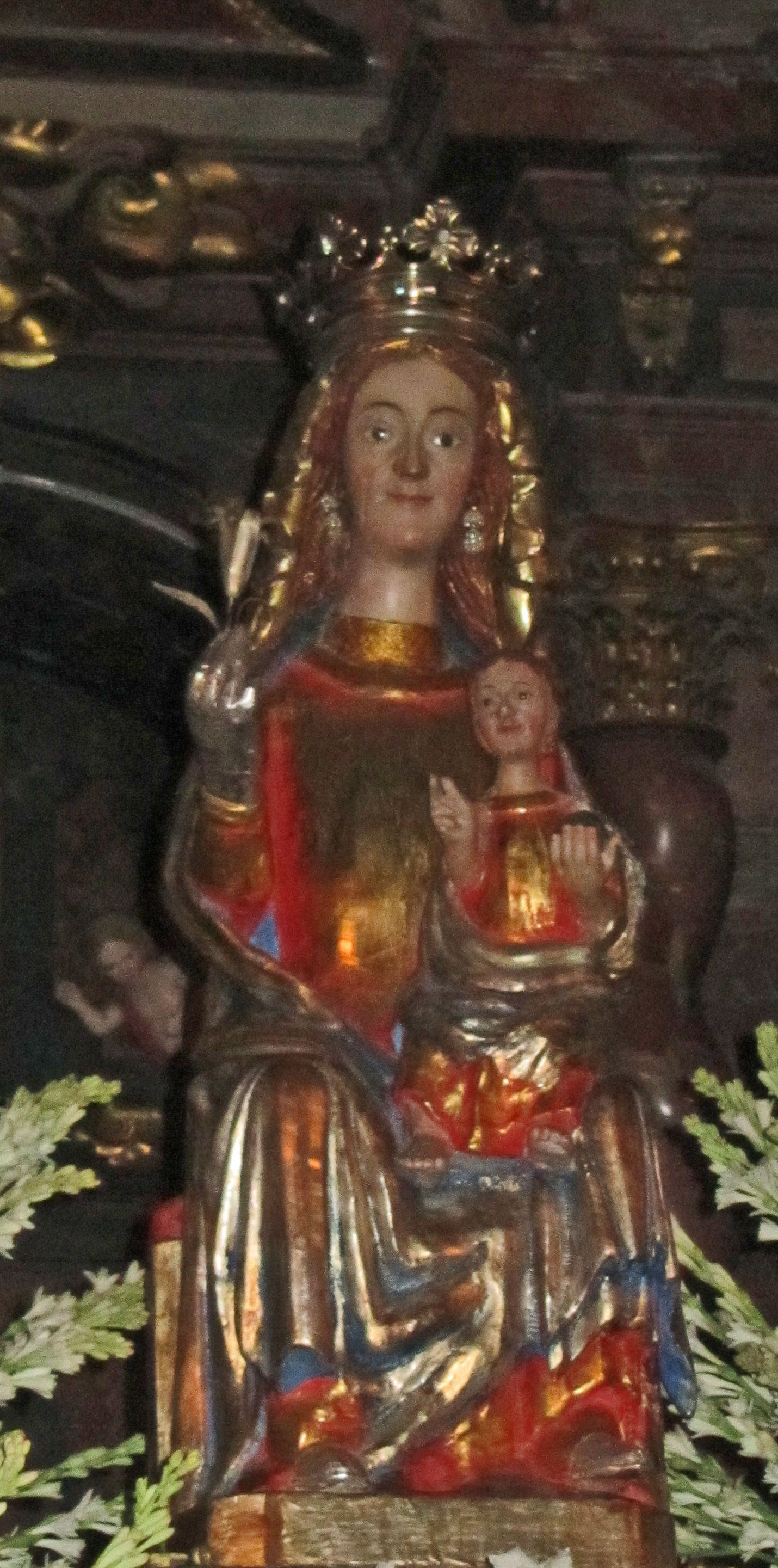
Imagen de Santa María la Mayor

Entrando por la fachada principal lo primero que sorprende del templo es el conjunto monumental de estilo barroco de que consta el trascoro. Hasta el siglo XVII se encontraban adosados en su muro tres altares. En 1666 por deseo del obispo Andrés Bravo de Salamanca, encargó a Juan de Lobera y Pedro Miranda la realización del gran retablo barroco para colocar la imagen de Santa María de la Mayor, de quien era muy devoto el obispo.
El altar está constituido por seis grandes columnas salomónicas de mármol negro traído desde Calatorao, otras cuatro columnas un poco más pequeñas son de mármol rojo de Cehegín y también se utilizó el mármol blanco de Fuentes de Jiloca. En una hornacina colocada en la parte central del retablo se encuentra situada la imagen de Santa María, patrona de Sigüenza.
La escultura de Santa María, es una imagen románica del siglo XII, se cree que fue una ofrenda del obispo Bernardo de Agén, y era la imagen que le acompañaba en sus reconquistas por los territorios del obispado. Es de madera de ciprés policromada, lleva sobre la rodilla izquierda a su hijo Jesús y en su mano derecha sostiene una flor de lis. Por encontrarse muy deteriorada en el siglo XIV, fue reformada dándole un «aire gótico» y revestida con chapa de plata.Fue venerada en el primitivo retablo del altar mayor de la catedral, de donde le proviene el nombre popular de Santa María de la Mayor. Cuando se construyó el nuevo retablo para la capilla mayor, la imagen se trasladó a la iglesia de Santa María de los Huertos y en 1617 volvió a la catedral para ocupar un lugar en el retablo de la capilla de la Anunciación hasta el año 1673, en el que se trasladó definitivamente al altar del trascoro. Durante la guerra civil española, la imagen sufrió diversos daños que obligaron a una nueva restauración en 1974, en la que se retiraron las chapas de plata que cubría la madera policromada, dejándola como parece que tenía que ser su apariencia original.

### Nave derecha o de la epístola
En esta nave no se encuentra edificada ninguna capilla. Los alteres desde la entrada principal son el dedicado a san Bartolomé o santa Cecilia, que se encuentra al lado de la puerta de subida a la torre del campanario. Altar con retablo barroco de 1718, dedicado a santa Ana; el altar de san Pascual Bailón también barroco del año 1691 se encuentra en el muro correspondiente al coro. Al lado del altar dedicado a Nuestra Señora de las Nieves de 1718, se encuentra el sepulcro de Pedro García de la Cornudilla de 1462, la figura del yacente mide metro setenta y ocho centímetros, le falta la cabeza y está muy deteriorado el resto del monumento.

## Claustro

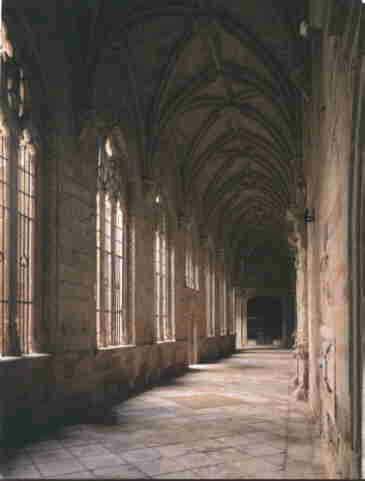
Galería del claustro

El claustro se encuentra adosado al muro norte en la parte central del edificio de la catedral, tiene planta cuadrangular con una medida de cuarenta metros por lado, estas galerías tienen cada una de ellas siete grandes ventanales ojivales con calados góticos; todas estas arcadas se encuentran protegidas por rejas de la misma época. Las cuatro galerías del claustro son conocidas con diferentes nombre, la del norte como «Panda de San Sebastián» o «de la bodega»; la de poniente como «Panda del Palacio»; la del este como «Panda de los Caballeros» o «del Cabildo» y la del sur como «Panda de Santa Magdalena». Tienen dos puertas de acceso al patio donde se encuentra un jardín y una fuente central de piedra. En todos sus muros tiene diversas sepulturas, como era normal realizar en la época:

... al lado «de los Caballeros» se daba tierra a los hijos de la iglesia, nobles y gentilhombres; al lado norte o «San Sebastián», se inhumaba a los parientes de los canonges y beneficiarios; el de poniente o «del Palacio» daba sepultura a los restos mortales de pariente lejanos de los capitulares; el de mediodía o de «Santa Magdalena», servía de sepultura a los canongen racioneros y escuderos.

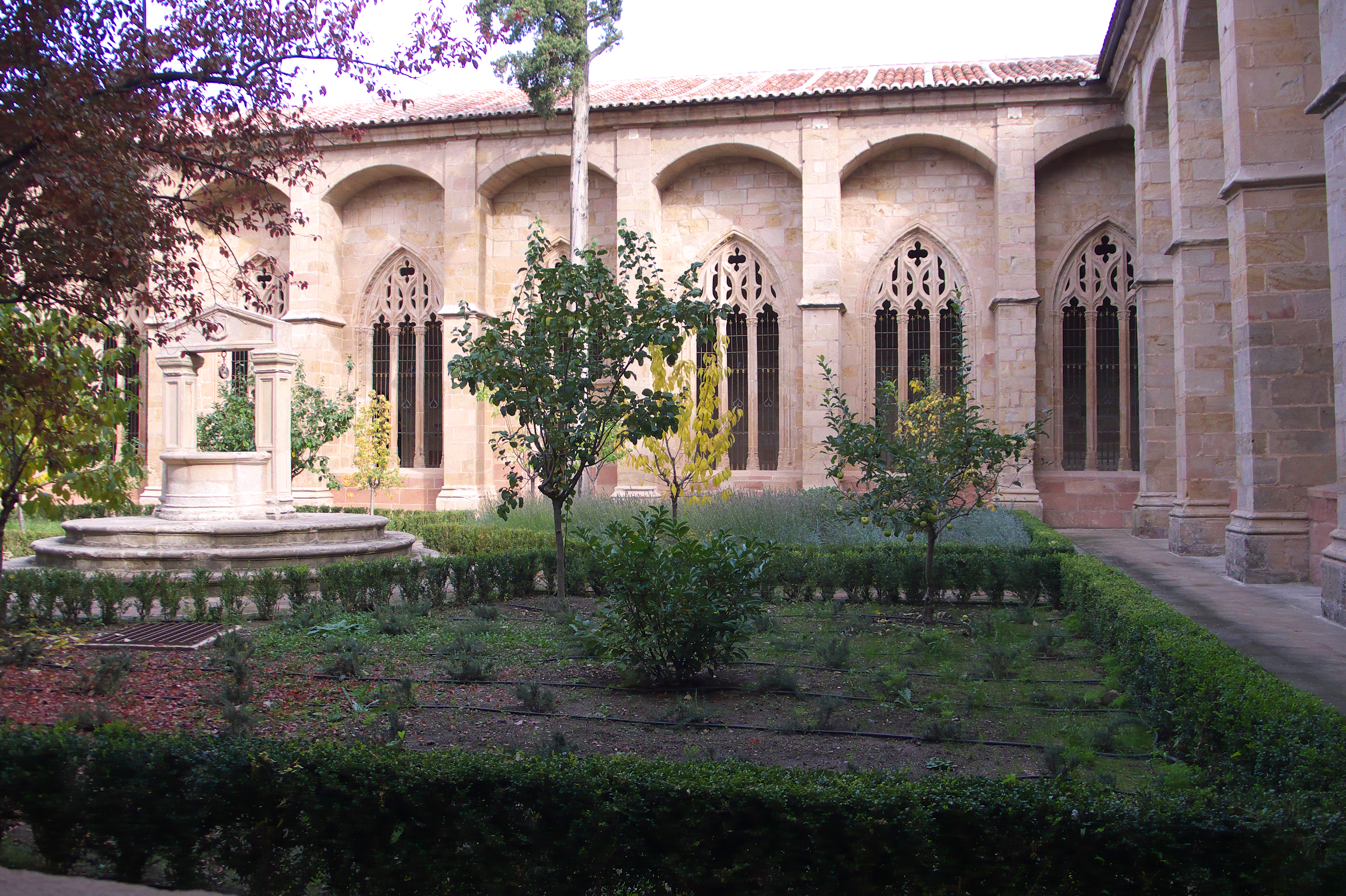
Claustro

El nuevo claustro de estilo gótico, en substitución del anterior románico, que al tener la techumbre de madera estaba en un estado ruinoso, se inició su reedificación en 1505, por iniciativa del obispo y cardenal Bernardino López de Carvajal (1495-1511), ya nombrado cardenal y residente en Roma, con ayuda del cardenal Cisneros, antiguo capellán mayor de la catedral en tiempos del obispo Pedro González de Mendoza. Es de estilo gótico tardío, con elementos renacentistas, las bóvedas de las galerías son de crucería sexpartita con las claves en policromía representando los escudos del cabildo catedralicio y del obispo López de Carvajal. En la parte este, se encuentra la sala capitular de verano, antigua capilla de Nuestra Señora de la Paz y museo diocesano, que está decorada con una magnífica colección de tapices flamencos, la capilla de Santiago Zabedeo y la librería con una portada con decoración plateresca del siglo XVI. La galería sur, también está dedicada a enterramientos y se encuentra en ella la Puerta del Jaspe que comunica con la catedral. En la galería norte está la capilla de la Concepción y la parte oeste es medianera con la parroquia de san Pedro, antigua sacristía.

### Capilla de la Concepción

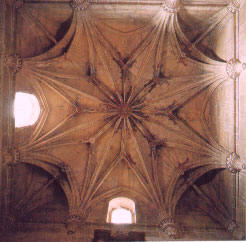
Bóveda de crucería gótico-mudéjar de la capilla de la Concepción

La construcción de la capilla de la Concepción se realizó bajo el encargo del obispo Diego Serrano el año 1509 para sepultura suya y de su familia y es el centro de la capilla donde tuvo su sepulcro el obispo, el que se debió de retirar y perder en el siglo XVII. Hay escudos del obispo colocados cerca del arco de la entrada con una inscripción que dice: «Fallesció el protonotario D. Diego Serrano, Abad de Santa Coloma, fundador de esta capilla, a catorce días del mes de marzo de 1522 años. Laus deo.»
Se encuentra situada en la galería norte del claustro de la catedral y es de stilo gótico con ornamentación renacentista como grutescos y balaustradas. La bóveda es de crucería gótico - mudéjar con nervaduras y la decoración de las claves está realizada con policromía. Sobre los muros quedan restos de antiguas pinturas murales, simulando grandes arcadas con ventanales a través de los cuales se aprecian paisajes de jardines y ciudades realizadas por el pintor Francisco Peregrina.
Su portada se abre, entre dos pilastras muy decoradas y termina en un friso, decorado con una imagen de la Virgen María en piedra, debajo del cual se encuentra un arco escorzano, muy decorado. Esta puerta cierra con una reja de hierro forjado del maestro Usón datada entre 1498 y 1519 con bellos motivos como sirenas coronadas.

### Museo catedralicio
El museo está localizado en tres espacios situados en el claustro en la Panda de los Caballeros.
La primera sala es la Sala Capitular (siglos XII al XVI) que después pasó a ser Librería del Cabildo (siglos XVI al XX),

... que tiene la primera bóveda de ojivas de la catedral, con los arcos partiendo del suelo, en un estilo protogótico, conviviendo con su muro románico, con un rosetón románico y ventanales con arco de medio punto; esta sala se llama también la Capilla dela Concepción de Nuestra Señora y tiene diversos objetos, tapices, bustos de algún obispo... etc.
Luis Romo

La segunda sala es la Sala Capitular de verano, antigua capilla de Nuestra Señora de la Paz y también tiene tapices y la antigua sillería de la sala.
La tercera sala es la perteneciente a la antigua forja y sólo se puede pasar a ella desde una pequeña puerta que comunica con la sala anterior o Sala Capitular de verano. También contiene tapices flamencos y se encuentra restaurada.

#### Tapices
El obispo de la catedral Andrés Bravo de Salamanca (1662-1668), donó los dieciséis tapices que forman parte del tesoro catedralicio, se encargaron a los talleres de Jean Le Clerc y a los de Daniel Eggermans ambos de Bruselas. Los tapices se concluyeron el año 1668 y constan de dos series: ocho de ellos representan escenas sobre la Historia de Rómulo y Remo y los otros ocho, las virtudes mitológicas de la diosa Atenea en Alegoría de Atenea.
Según una nota de las actas de la Tesorería de la catedral del año 1664, se explica la donación como:

Un damasco de tapicería de Flandes que consta de 16 paños, los 8 de la Historia de Rómulo y Remo, y los otros 8 del Triunfo de las armas y las letras con el corazón de las nueve musas, todos los damascos tienen figuras grandes y se ponen en invierno en la Capilla Mayor, regaló a esta Santa Iglesia el Ilustrísimo A. Brabo.

#### Banderas
La catedral cuenta con una pequeña colección de banderas militares de gran valor histórico. Destacan en primer lugar una bandera portuguesa y otra inglesa (ambas de la armada de Sir Francis Drake) fueron capturadas en la batalla naval de Lisboa de 1589 a manos de un descendiente del Doncel de Sigüenza. A esta se suma la llamada bandera del Regimiento Provincial de Sigüenza, de mitad del siglo XVII recuperada por la Asociación de Amigos de la Catedral de Sigüenza.

## Marcas de cantero
Se han identificado un total de 2439 marcas de cantero
 
en el exterior e interior de los paramentos, que se distribuyen según la siguiente disposición:
| Zona                           | N.º de signos | Tipologías |
| ------------------------------ | ------------- | ---------- |
| Iglesia                        | 647           | 264        |
| Torre del reloj                | 651           | 183        |
| Torres: Gemela y del Santísimo | 245           | 76         |
| Dependencias monásticas        |               |            |
| Claustro                       | 309           | 77         |
| Archivo musical y documental   | 411           | 205        |
| Aula de moral y Claustra       | 176           | 76         |

|          |
| Iglesia. |

|           |
| Claustro. |

|                           |
| Aula de moral y Claustra. |

|                  |
| Torre del reloj. |

|               |
| Torre gemela. |

|                      |
| Torre del Santísimo. |